# Biserica de lemn din Silivașu de Câmpie

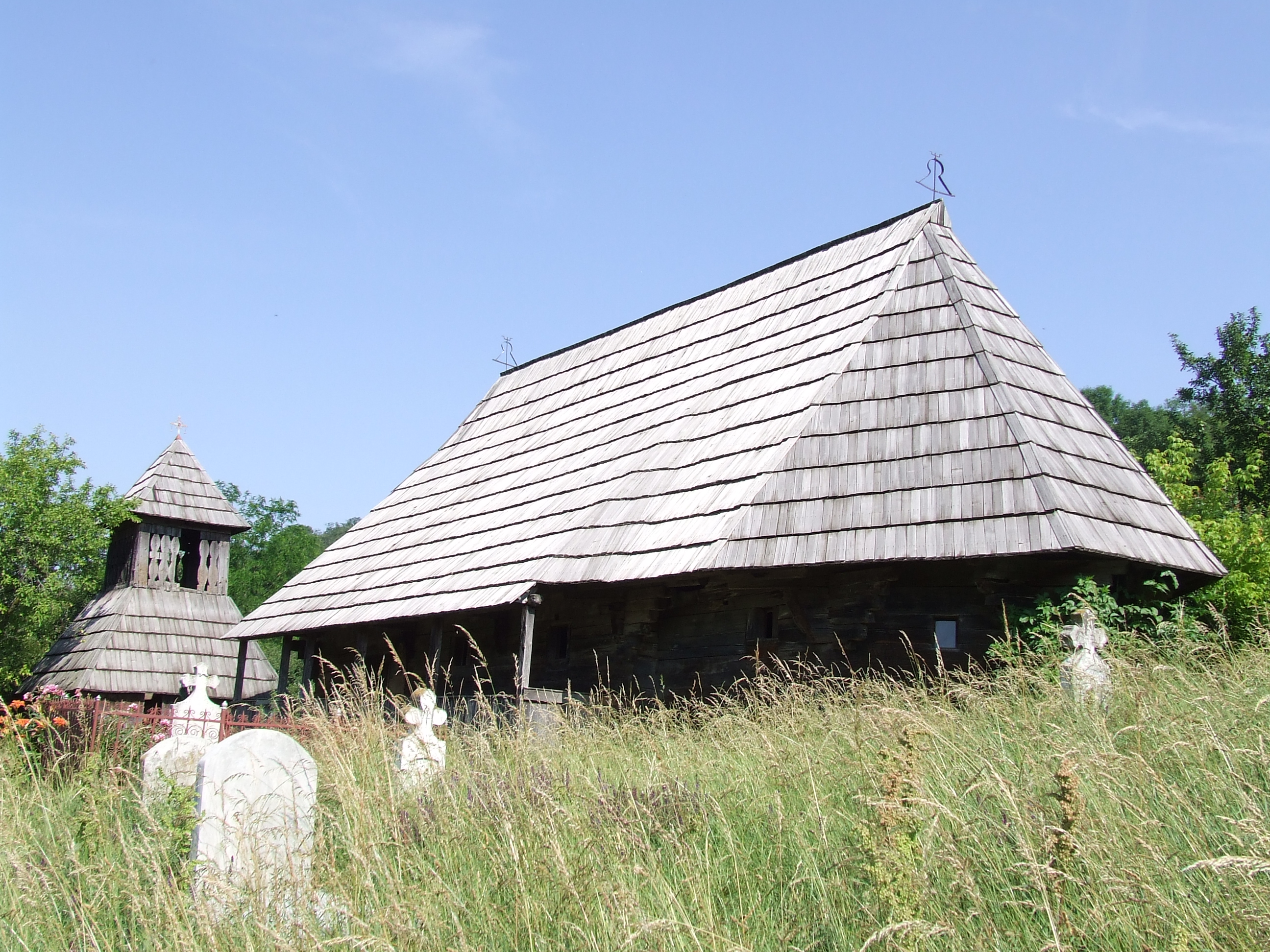
Biserica de lemn din Silivaşu de Câmpie

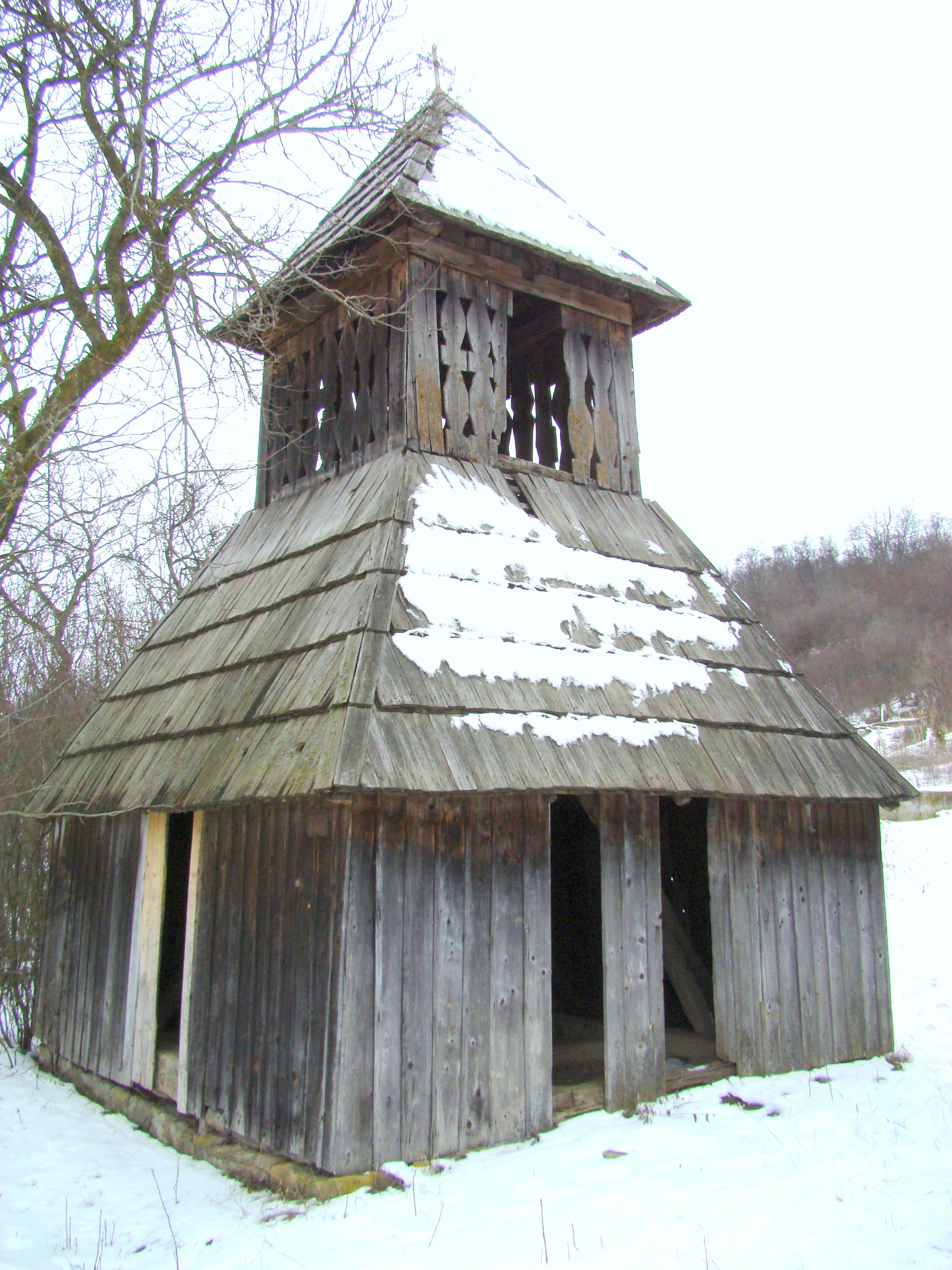
Turnul-clopotniță

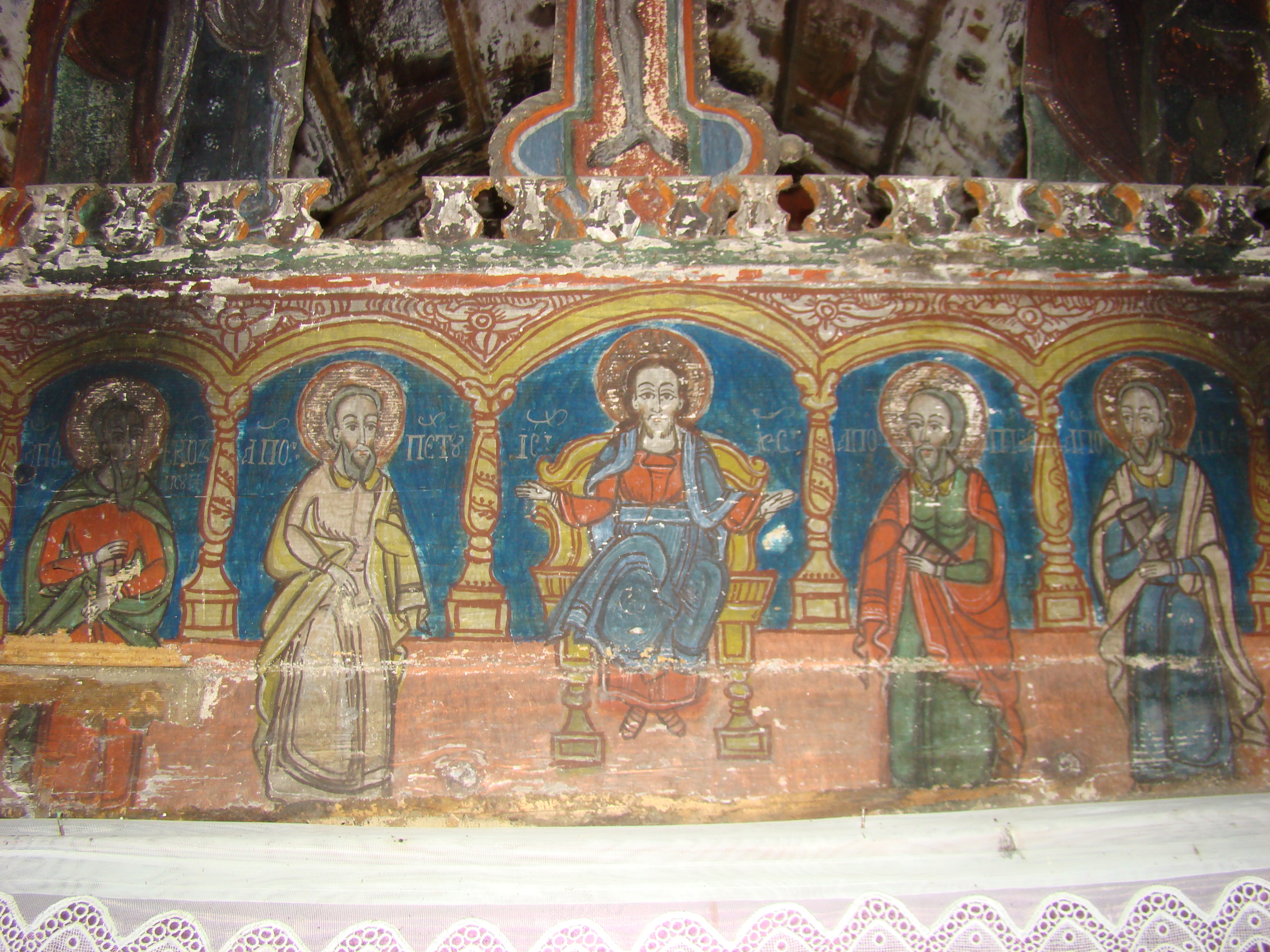
Iconostasul (detaliu din friza Apostolilor)

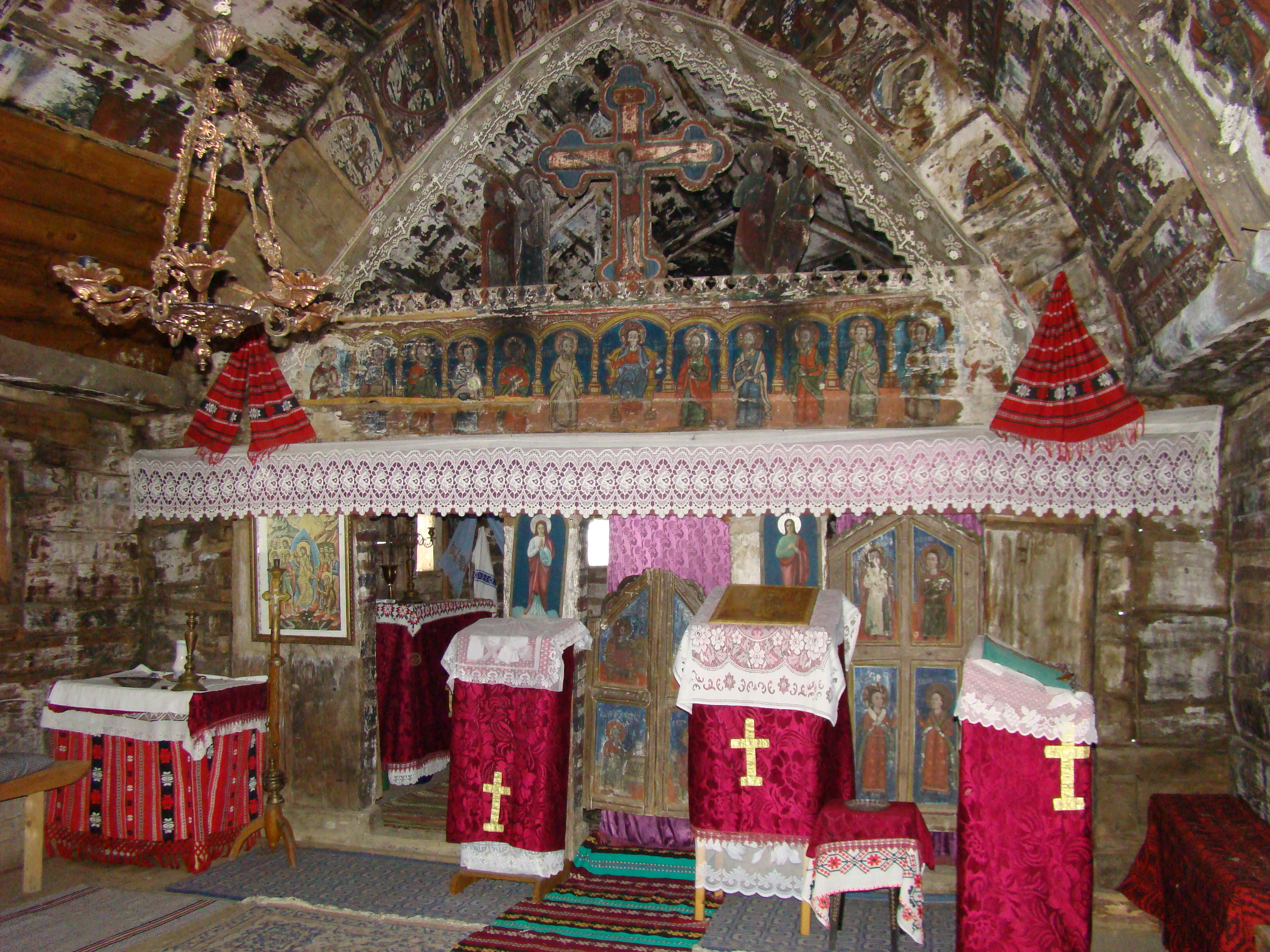
Iconostasul (vedere laterală)

Biserica de lemn din Silivașu de Câmpie, comuna Silivașu de Câmpie, județul Bistrița-Năsăud datează din secolul XVII (1662). Lăcașul are hramul „Cuvioasa Paraschiva” și figurează pe lista monumentelor istorice, cod LMI BN-II-a-A-01702.

## Istoric și trăsături
Comuna Silivașu de Câmpie este situată în partea de sud a județului Bistrița-Năsăud pe DN 16 Cluj-Reghin, la 69 de km de Cluj-Napoca și 34 de km de Reghin. Comuna este atestată istoric de la 1295. Conform datelor din șematismul din 1950 și după informațiile aflate într-o monografie a comunei Silivaș care citează o lucrare monografică a preotului greco-catolic dr. Ilie (Elie) Dăianu, biserica din Silivaș a fost ridicată în anul 1662 din lemn de stejar, grinzi masive în cheotori, de către țăranii iobagi din acele vremuri. Biserica are hramul „Cuvioasa Paraschiva” (martira romana din primele secole ale creștinismului). Lângă biserică se găsește clopotnița. În această clopotniță erau două clopote. Cel mai mare se găsește și astăzi la biserica nouă. Are o inscripție în relief cu următorul conținut: „În numele tatălui și al fiului și al sfântului duh. Cumpărat de Simion Furne în anul 1622”. Clopotul cel mic a fost rechiziționat în anul 1916 de administrația austro-ungară. În locul acelui clopot s-a cumpărat în anul 1923, de la Alexandru Anca din Cluj, un alt clopot cu greutatea de 46 de kg, cu inscripția „În onoarea Cuvioasei Paraschiva. Cu ajutorul credincioșilor din Silivașu de Câmpie. Fabrica de clopote Alexandru Anca Cluj, fiind preot Niculae Racovițan, prim corator Ioan Grindean din Silivașu de Câmpie la 28.08.1923”. Lungimea bisericii este de 15m, lățimea de 5m, înălțimea în interior de 5,20 m. Altarul are o lungime de 4m, naosul de 6m, iar pronaosul de 5m. Pe peretele ce desparte naosul de pronaos se află inscripția cu litere chirilice având următorul conținut: „Această Sfântă biserică a fost zugrăvită pe cheltuiala cinstitei icegii a parohiei Silivaș în vremea excelenței sale Ioan Lemeni, fiind preot Matei, primcorator Ioan Cherecheșu, de zugravii Filip și Neculae anul 1842”. Când actualul preot a fost numit în parohie a găsit biserica de lemn, a doua ca vechime în județ, folosită ca staul pentru oi. Datorită „tratamentului” la care a fost supusă și acoperișului degradat, valoroasa pictură pe pânză maruflată a fost distrusă aproape în totalitate. Pentru a proteja biserica, începând cu anul 1985 preotul paroh Pintea Vasile a reintrodus-o în circuitul cultic. În 1987 s-a cumpărat un clopot nou, iar în 1997 a fost refăcut acoperișul (din șindrilă tratată cu ulei). În anul 2001 s-a realizat și împrejmuirea cu gard din lemn, cu sprijinul Prefecturii Bistrița. În acest monument se mai slujește și în prezent în sărbătorile de vară și cu ocazia hramului „Cuvioasa Parascheva”.

## Imagini din interior

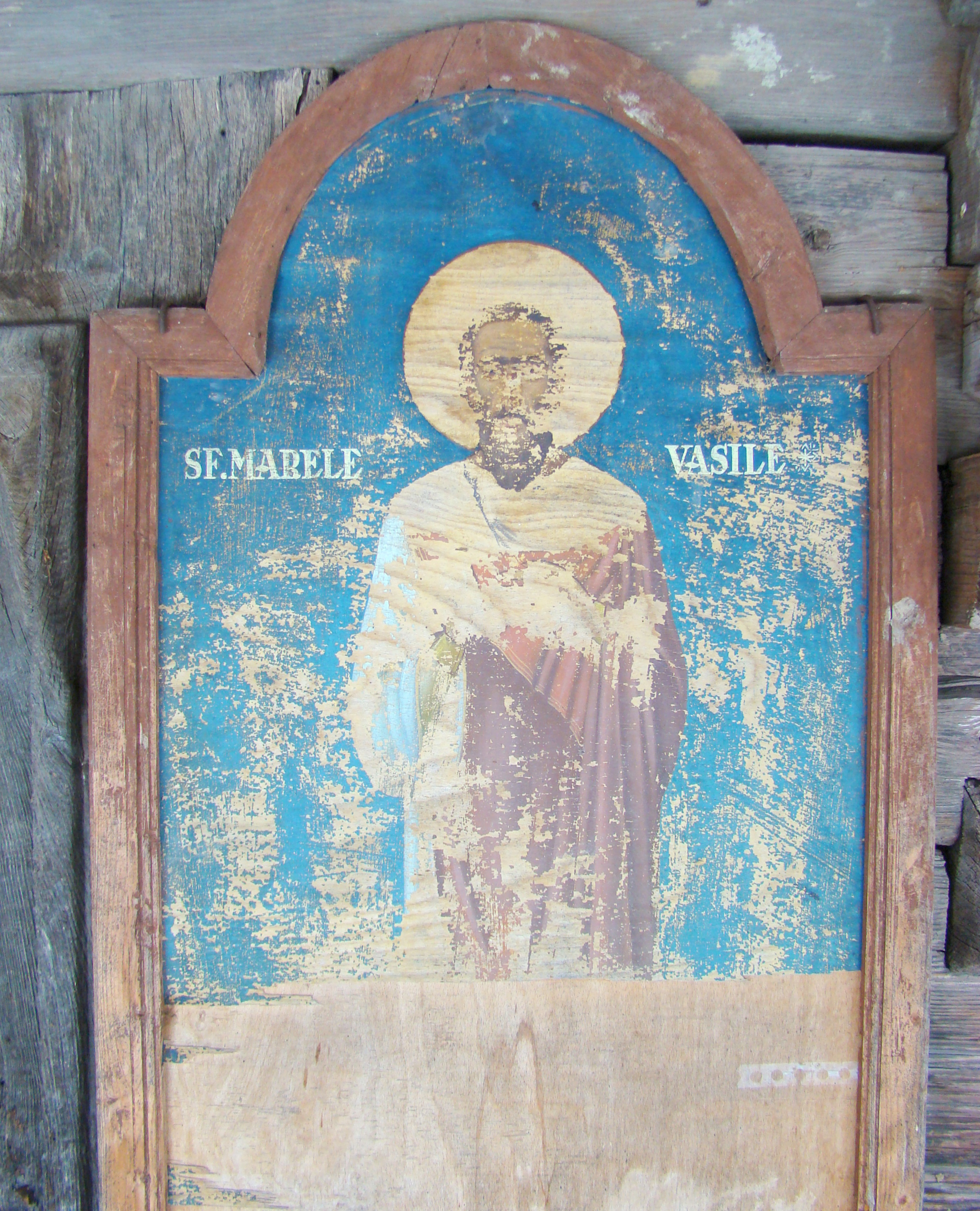
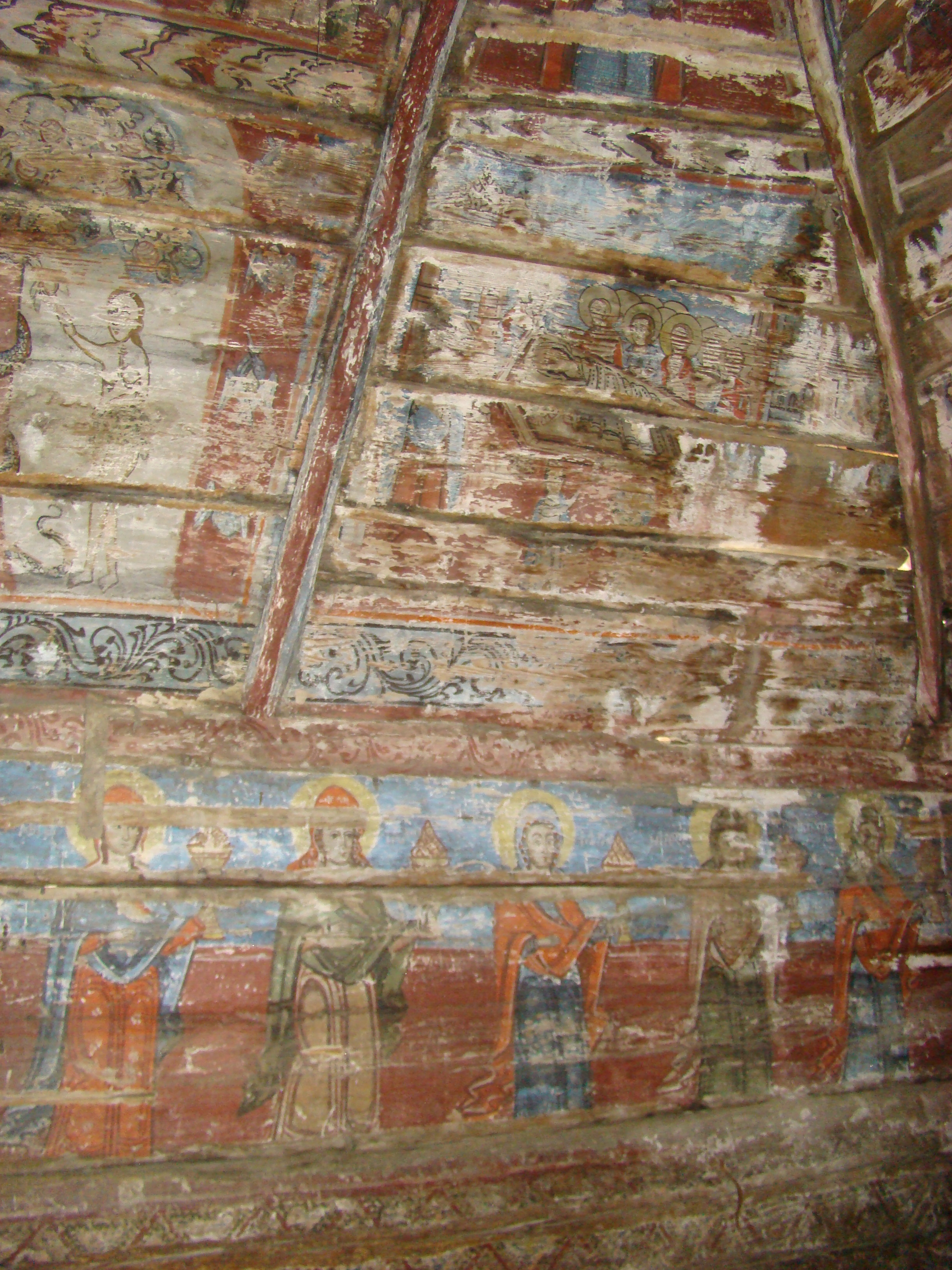
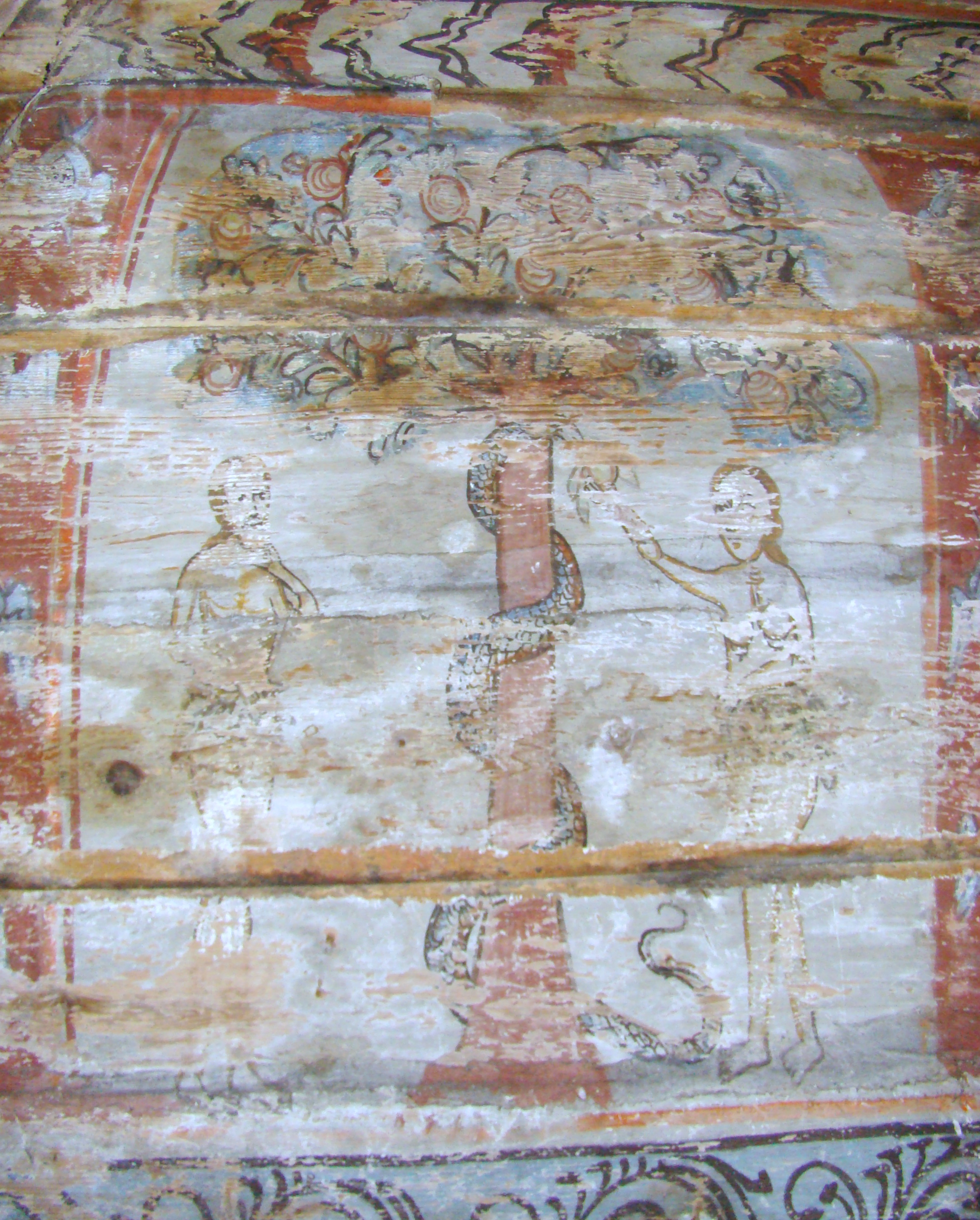
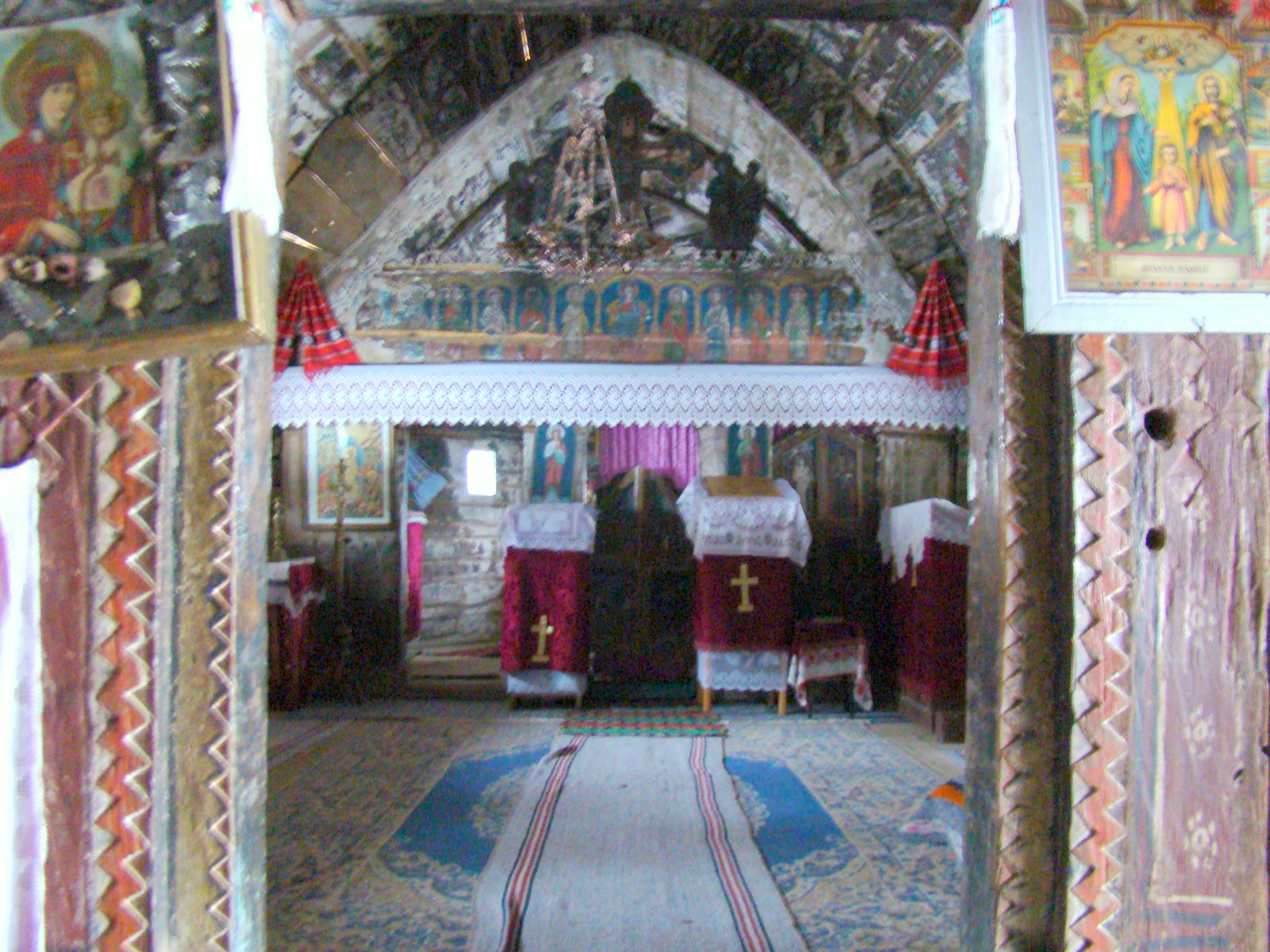
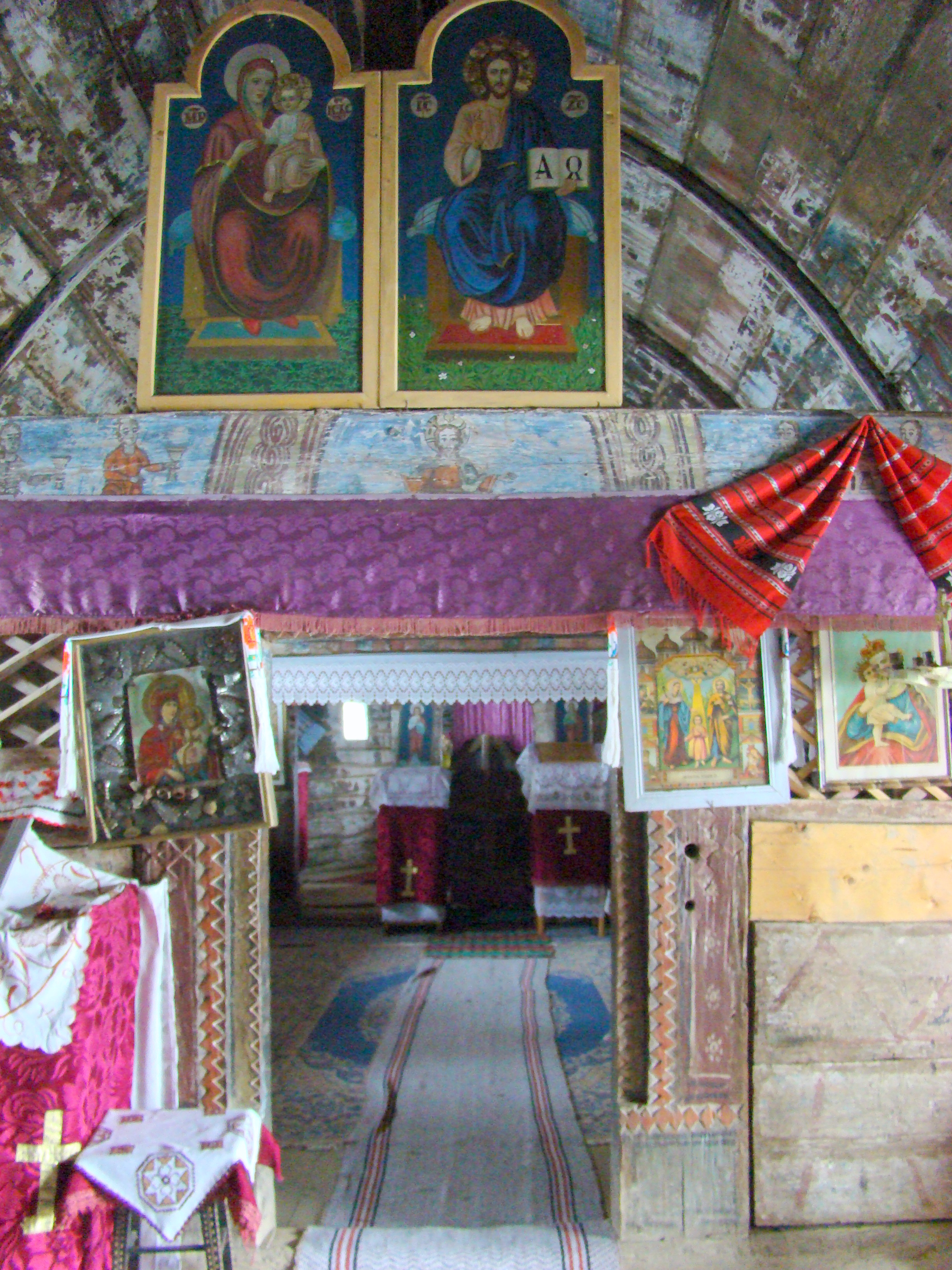
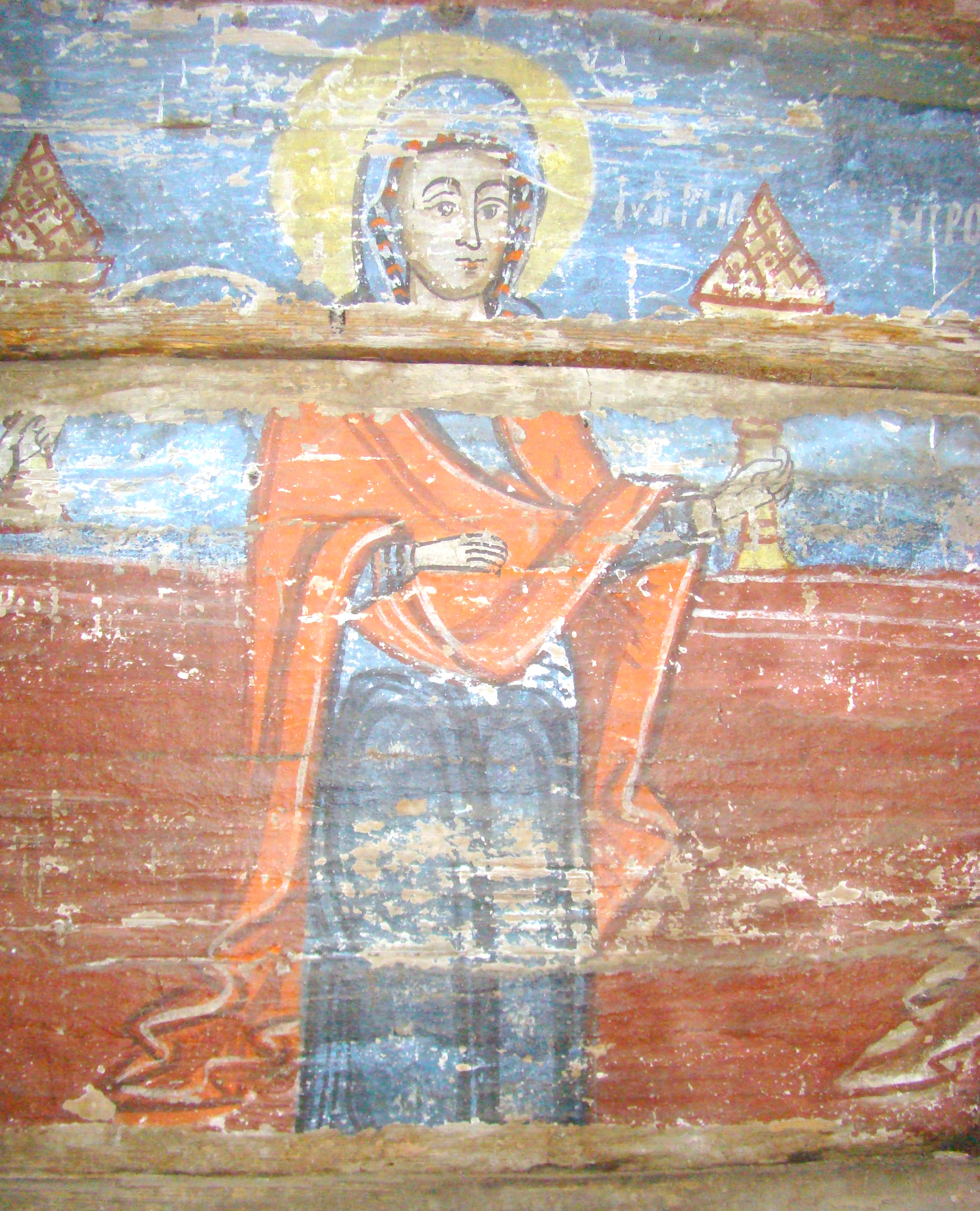
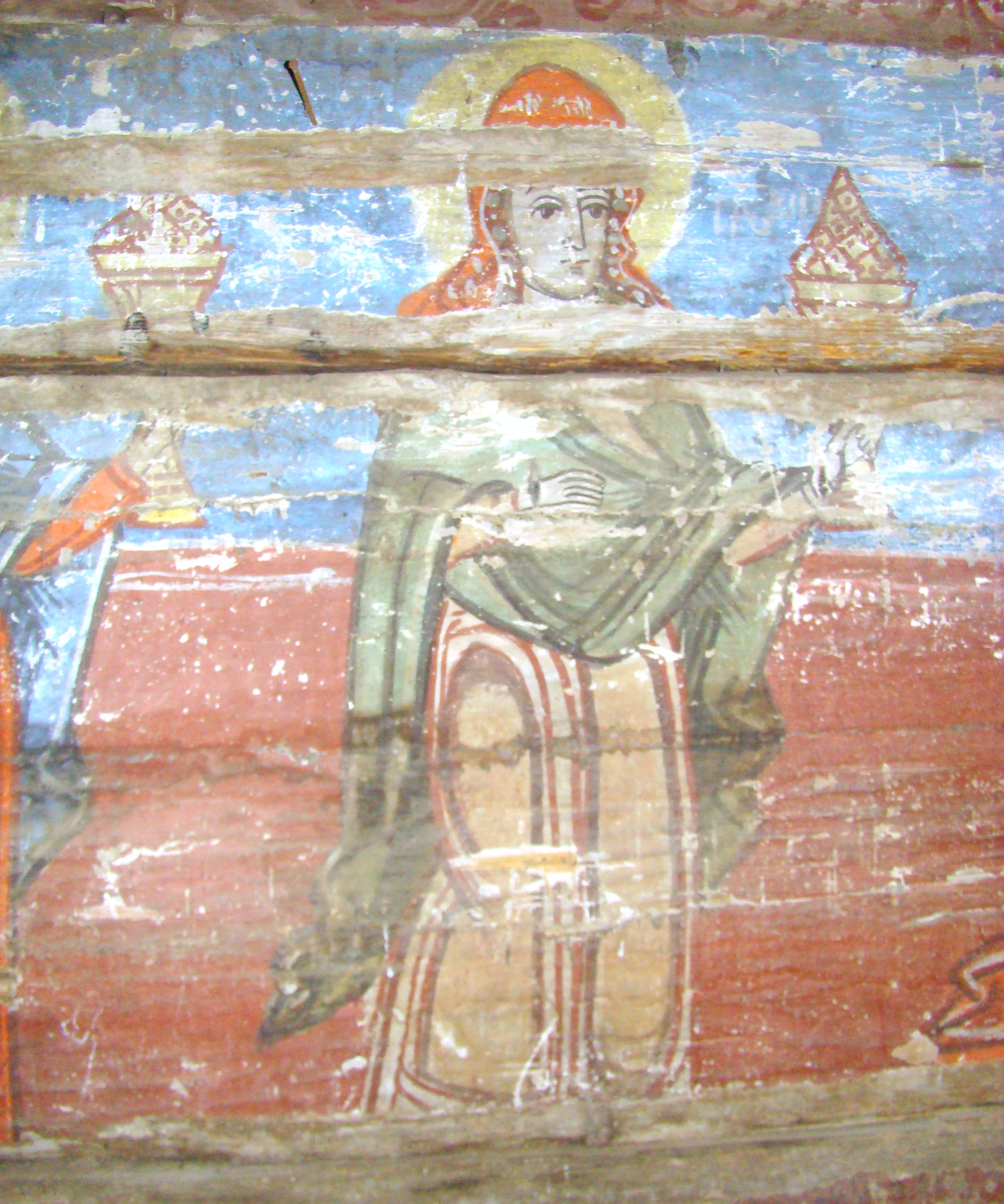
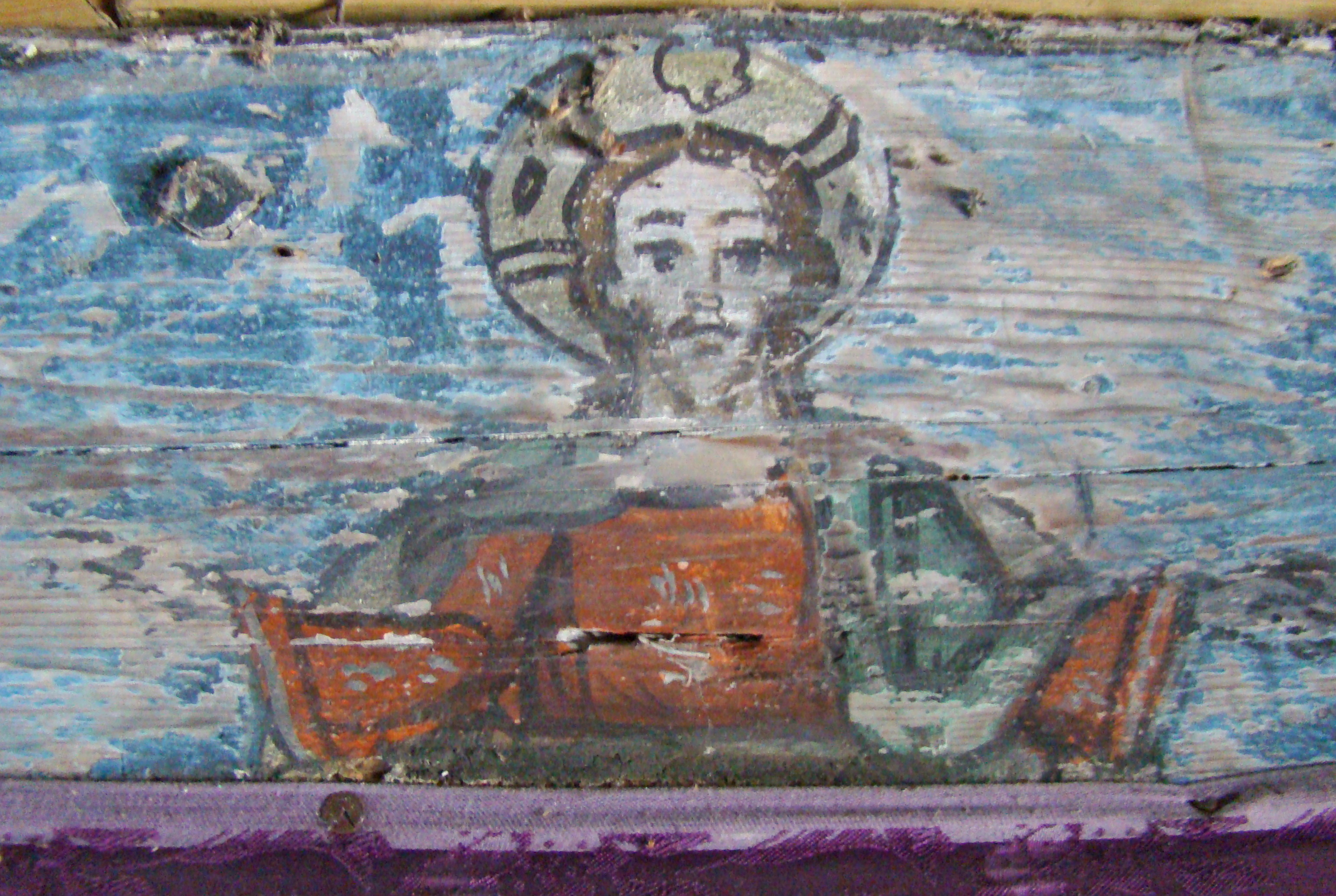
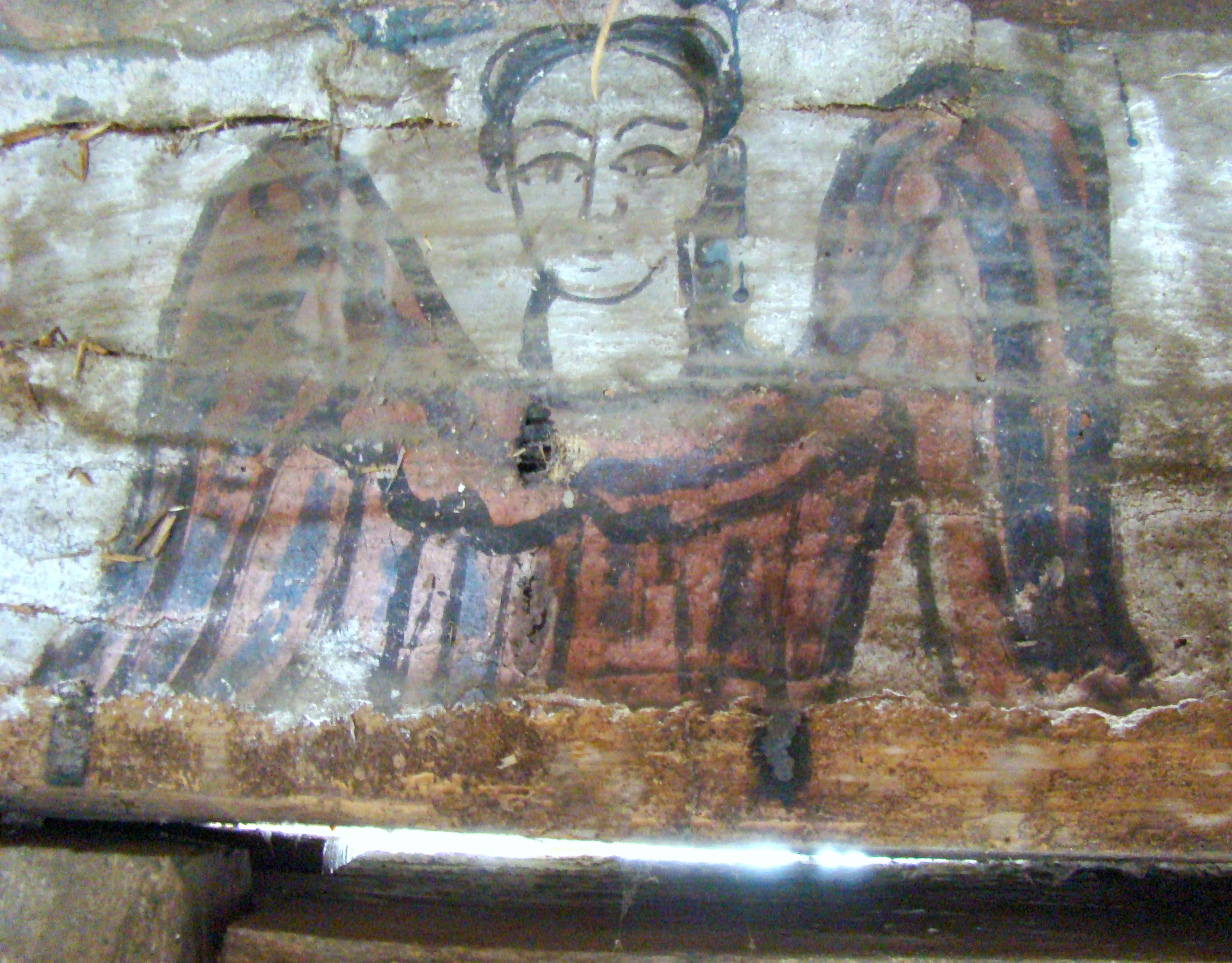
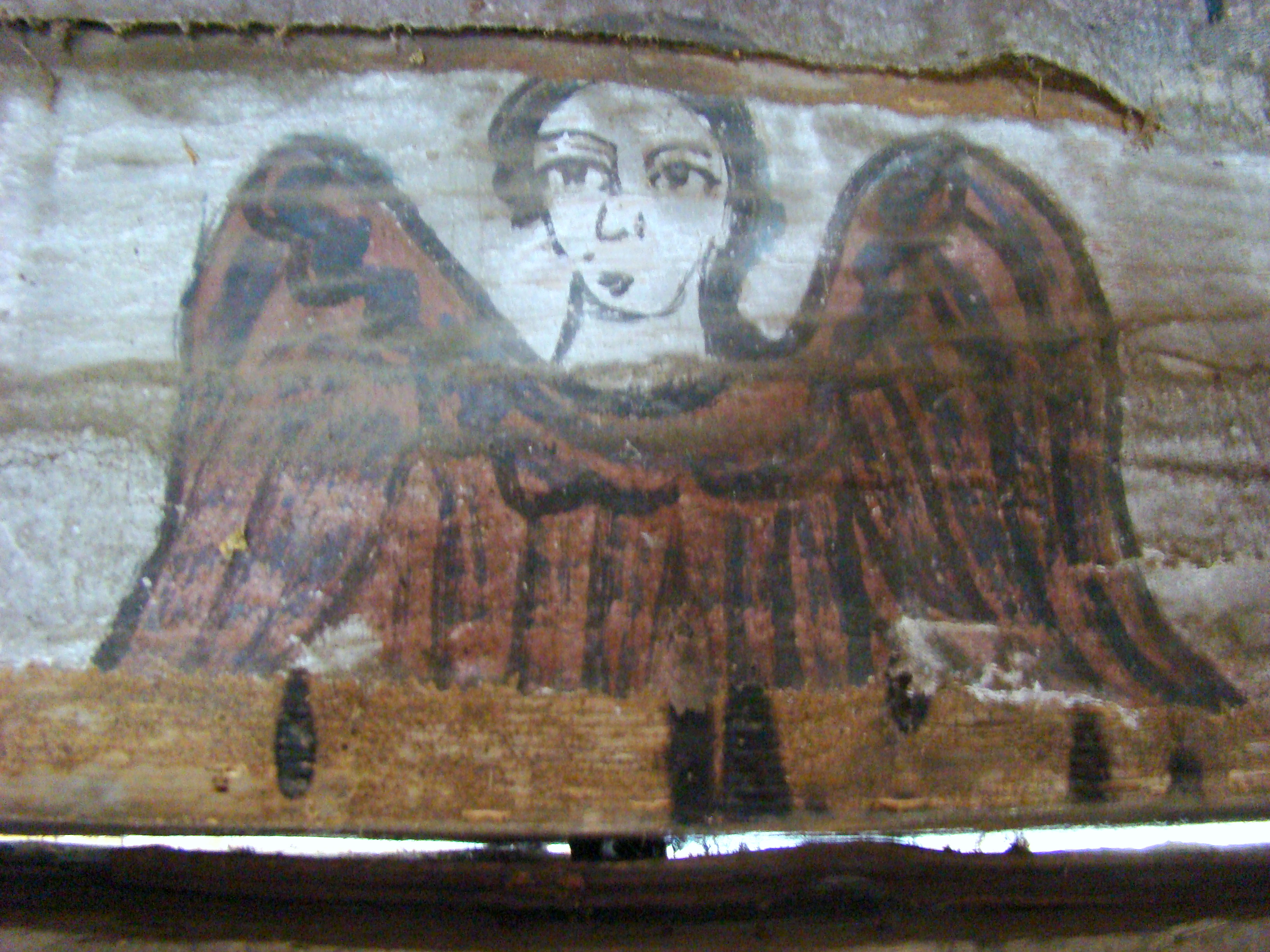
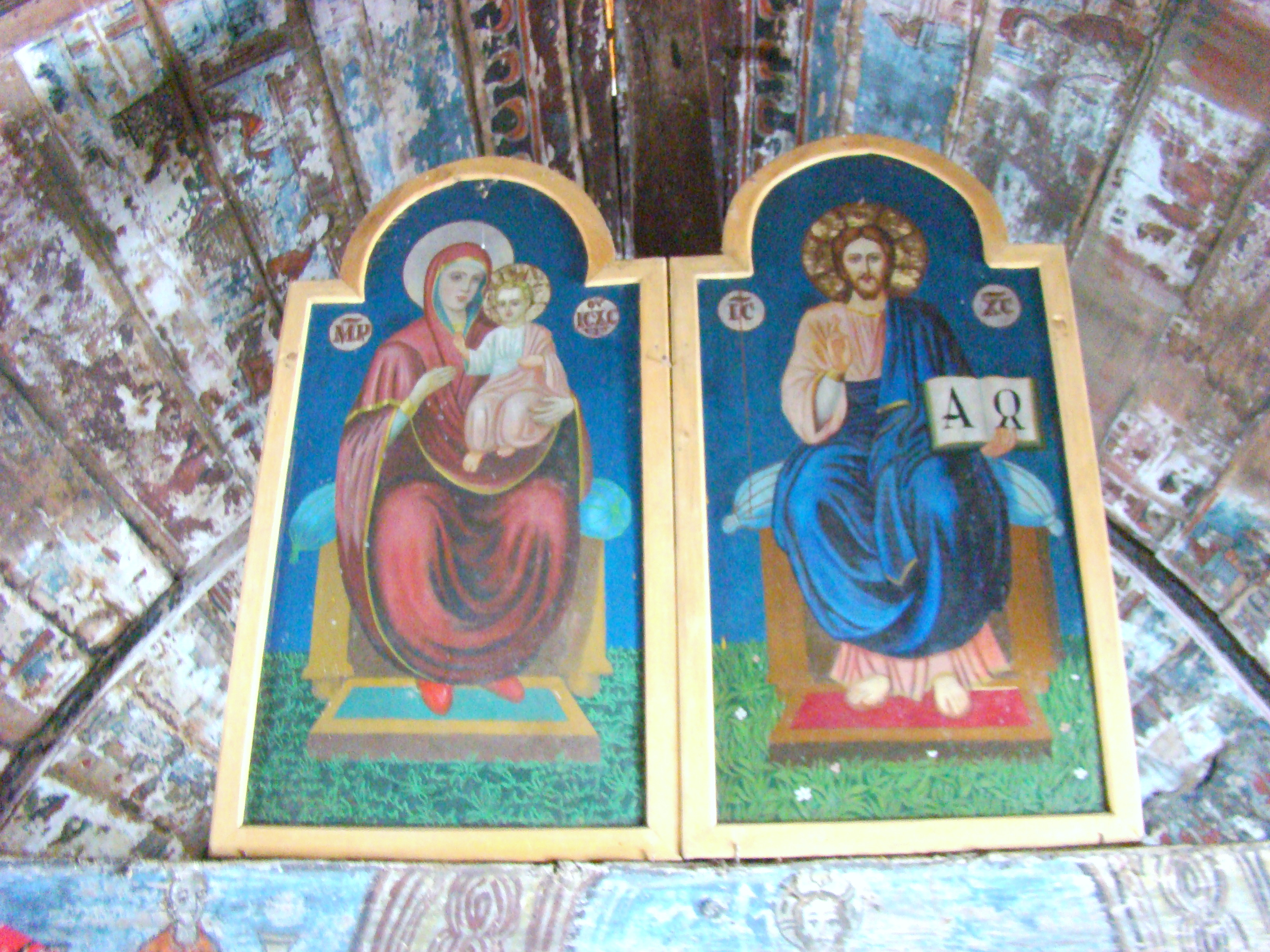
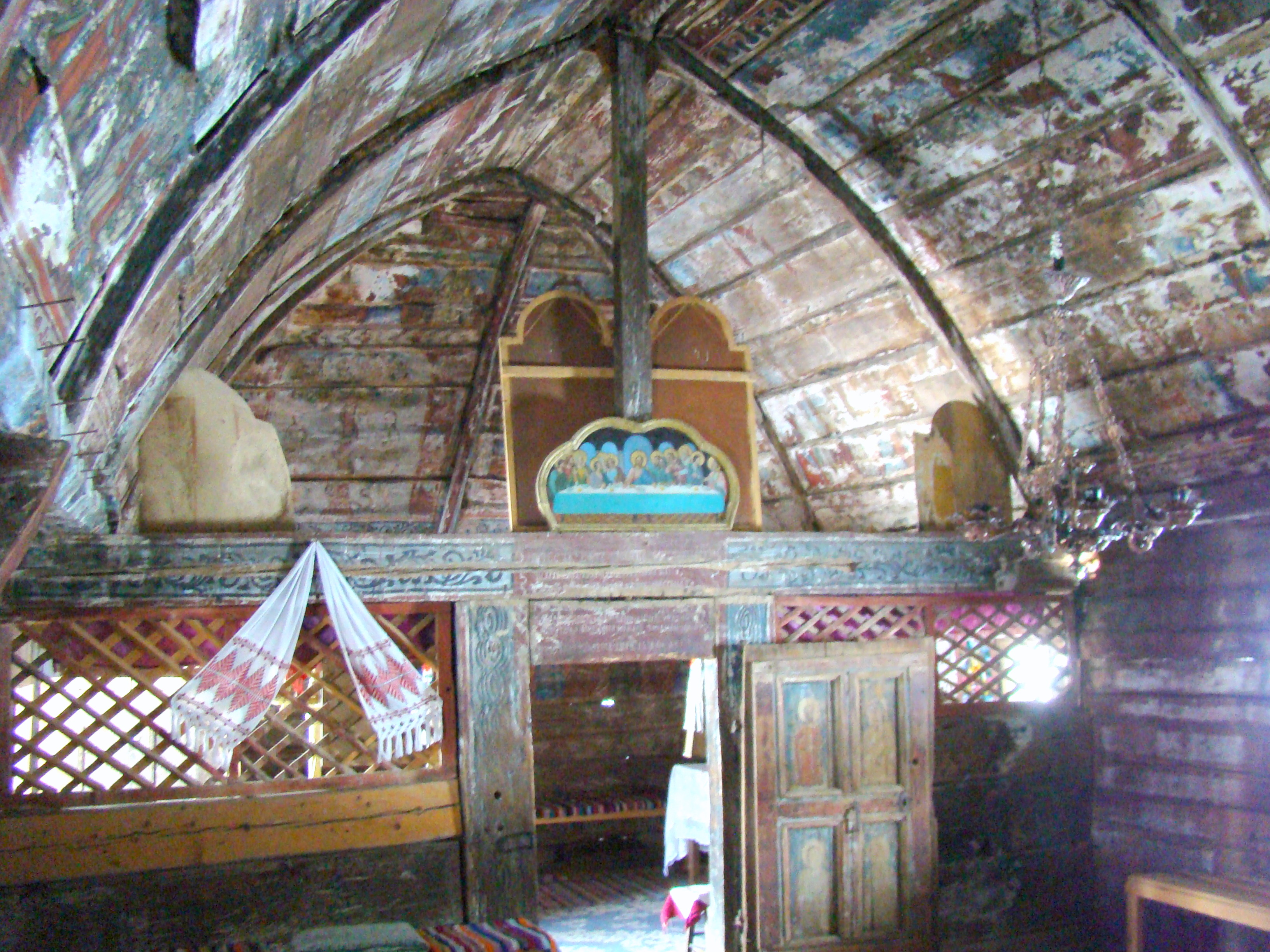
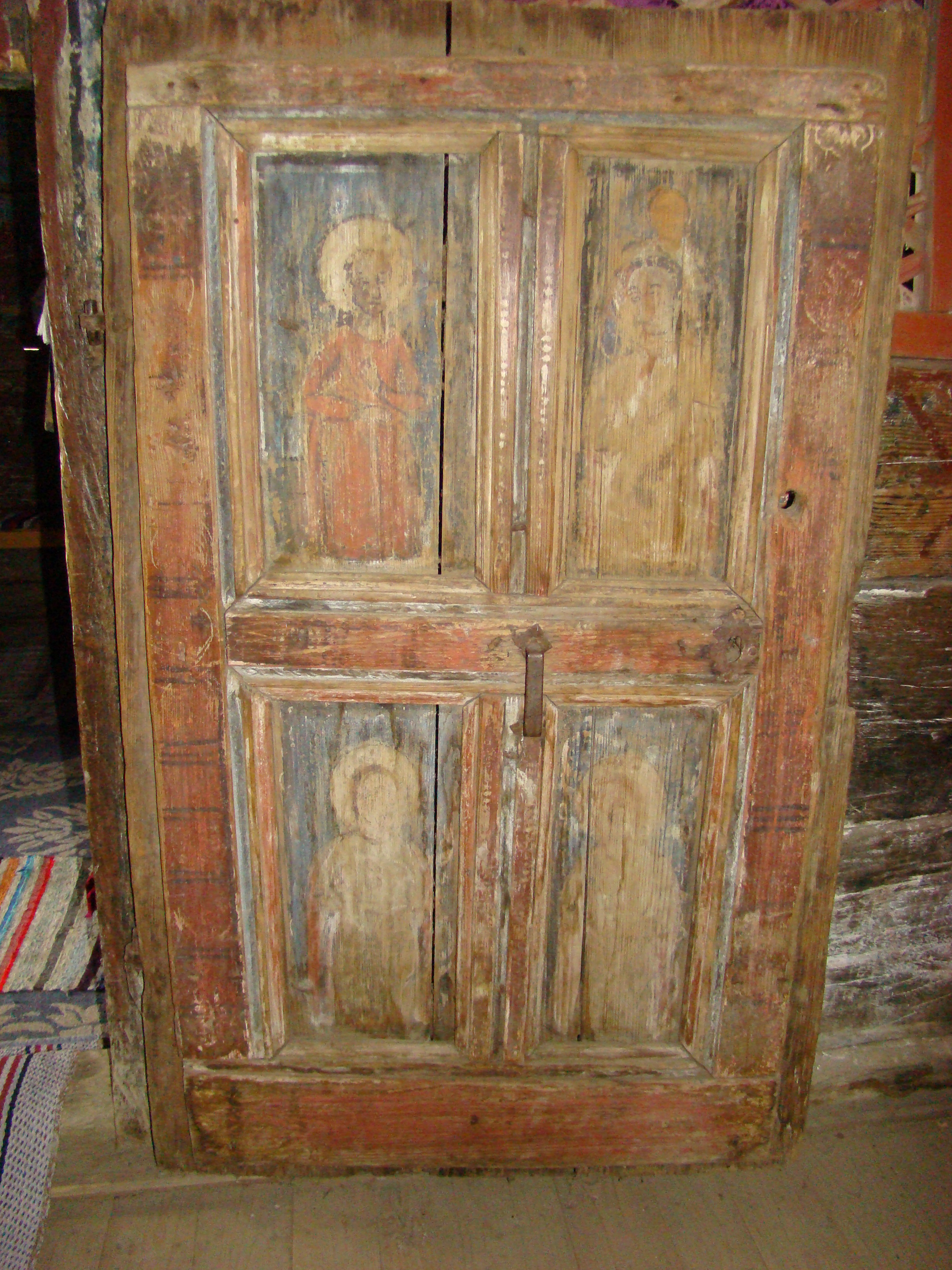
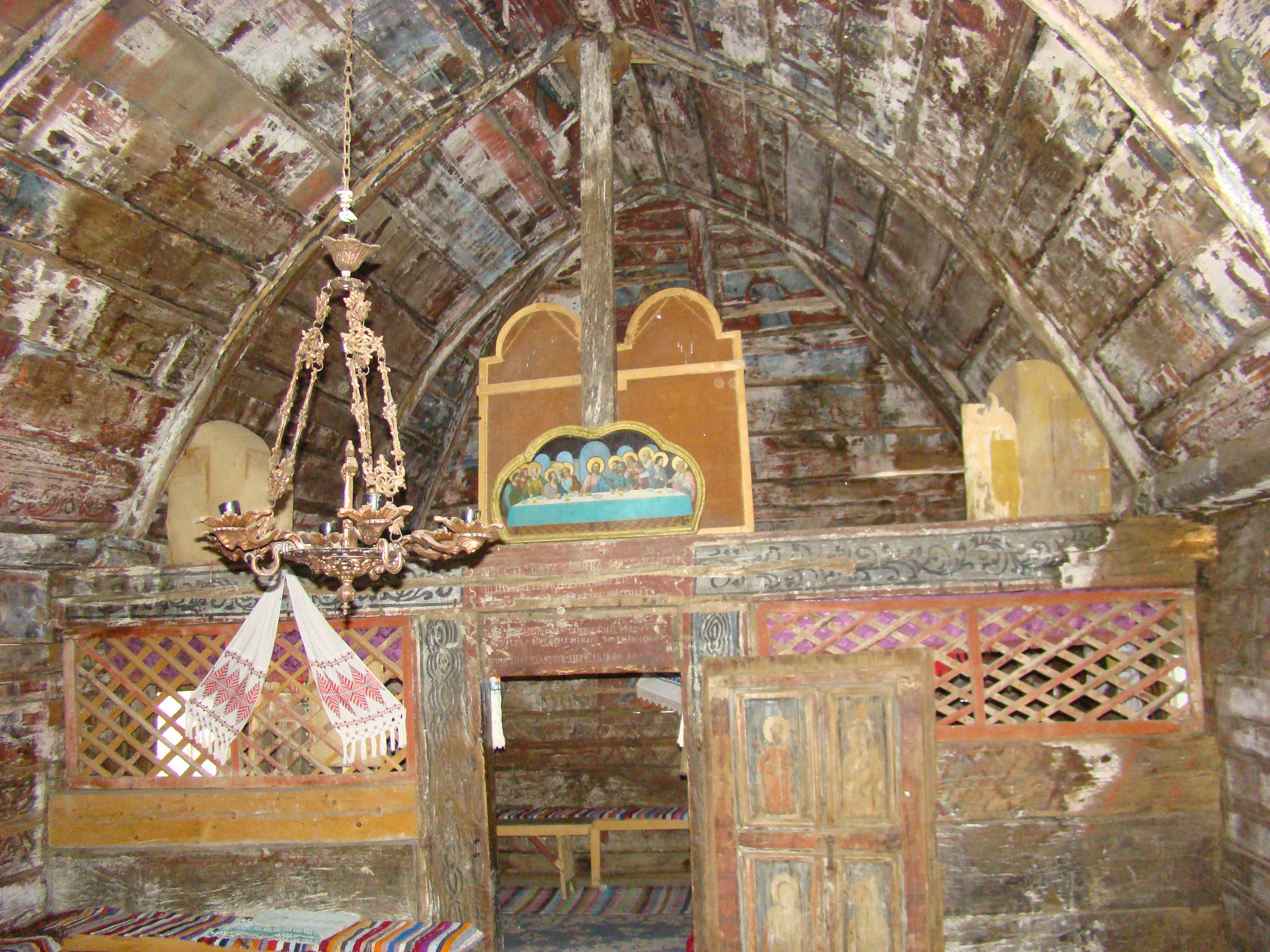
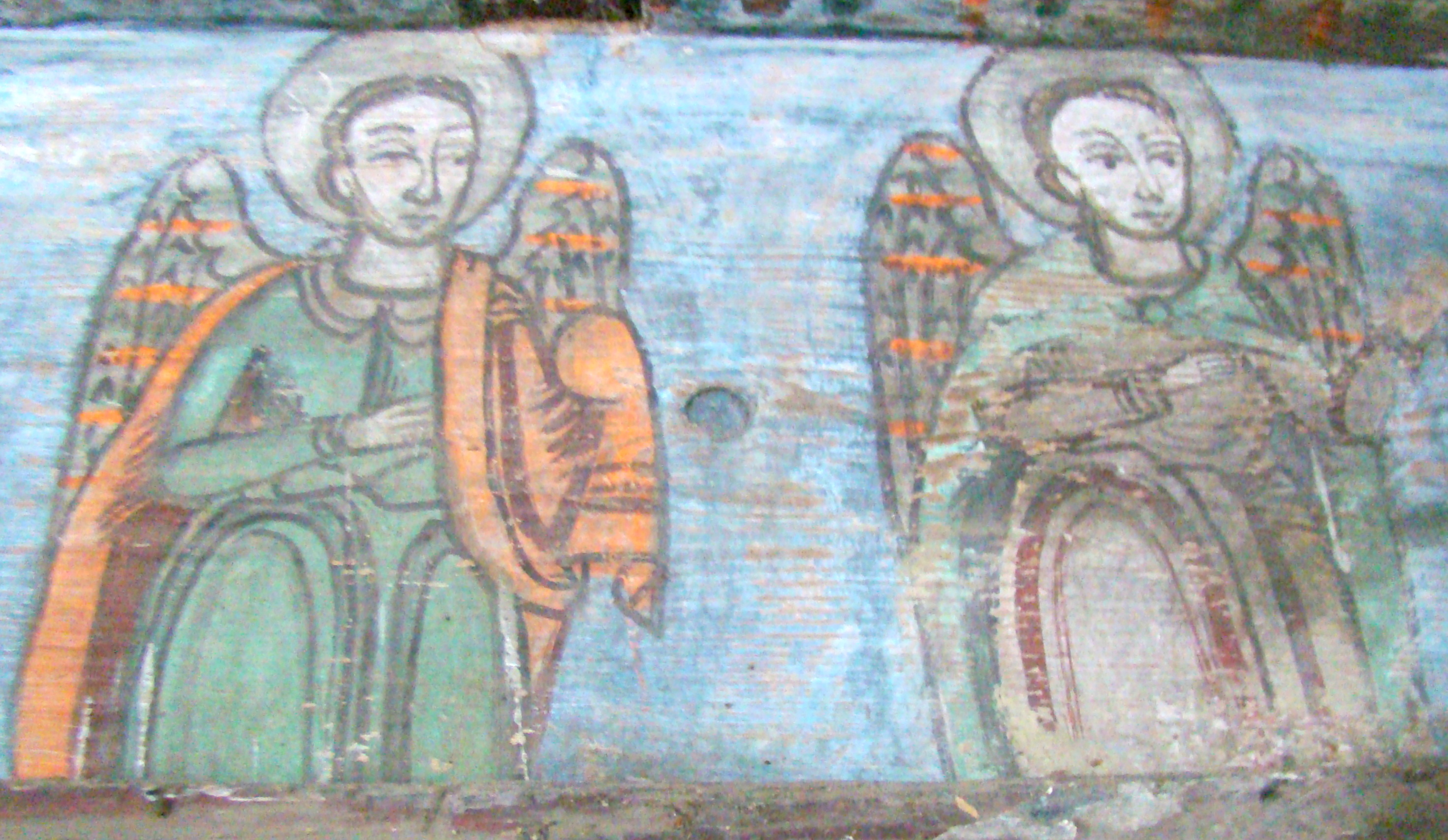
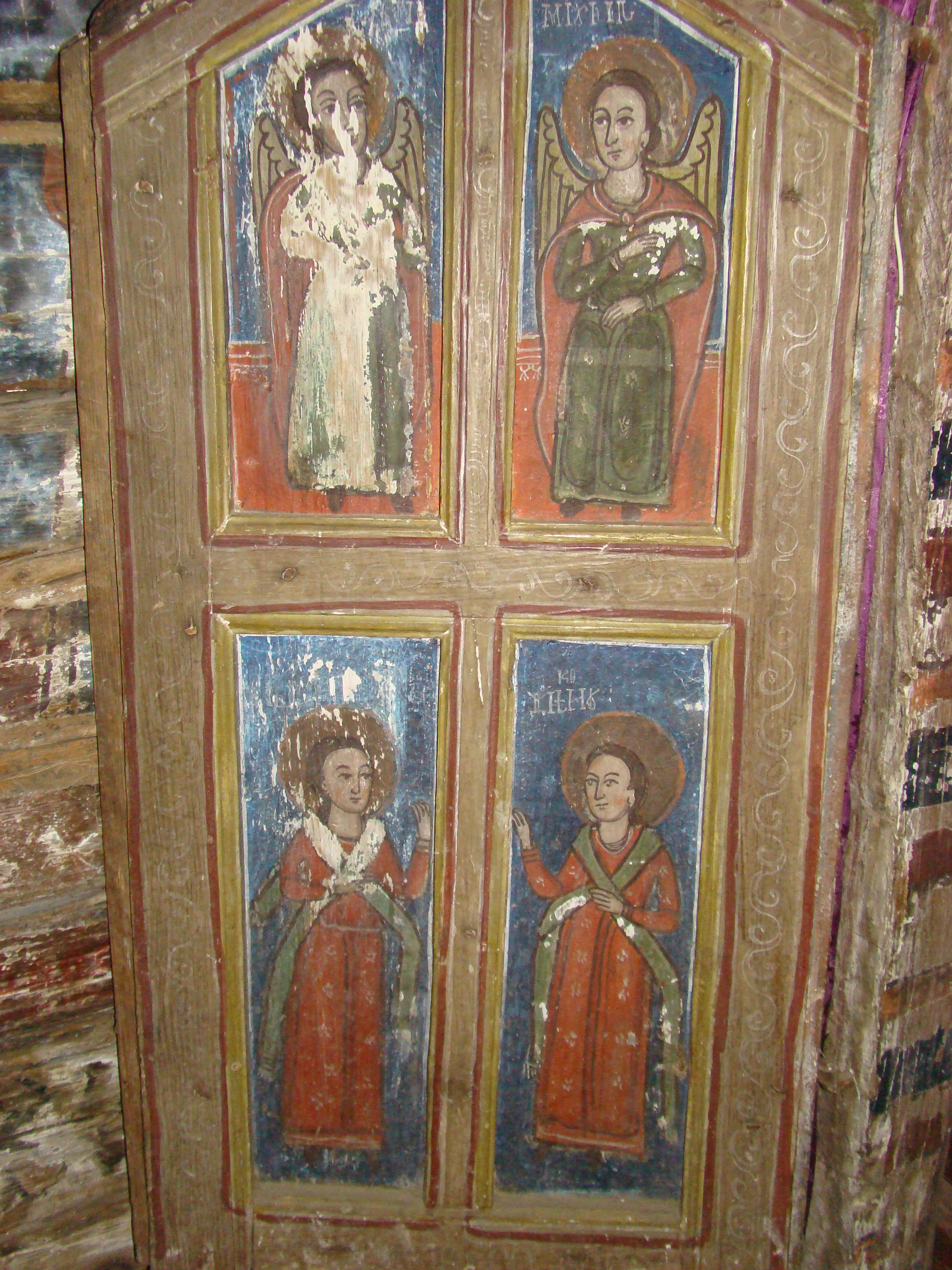
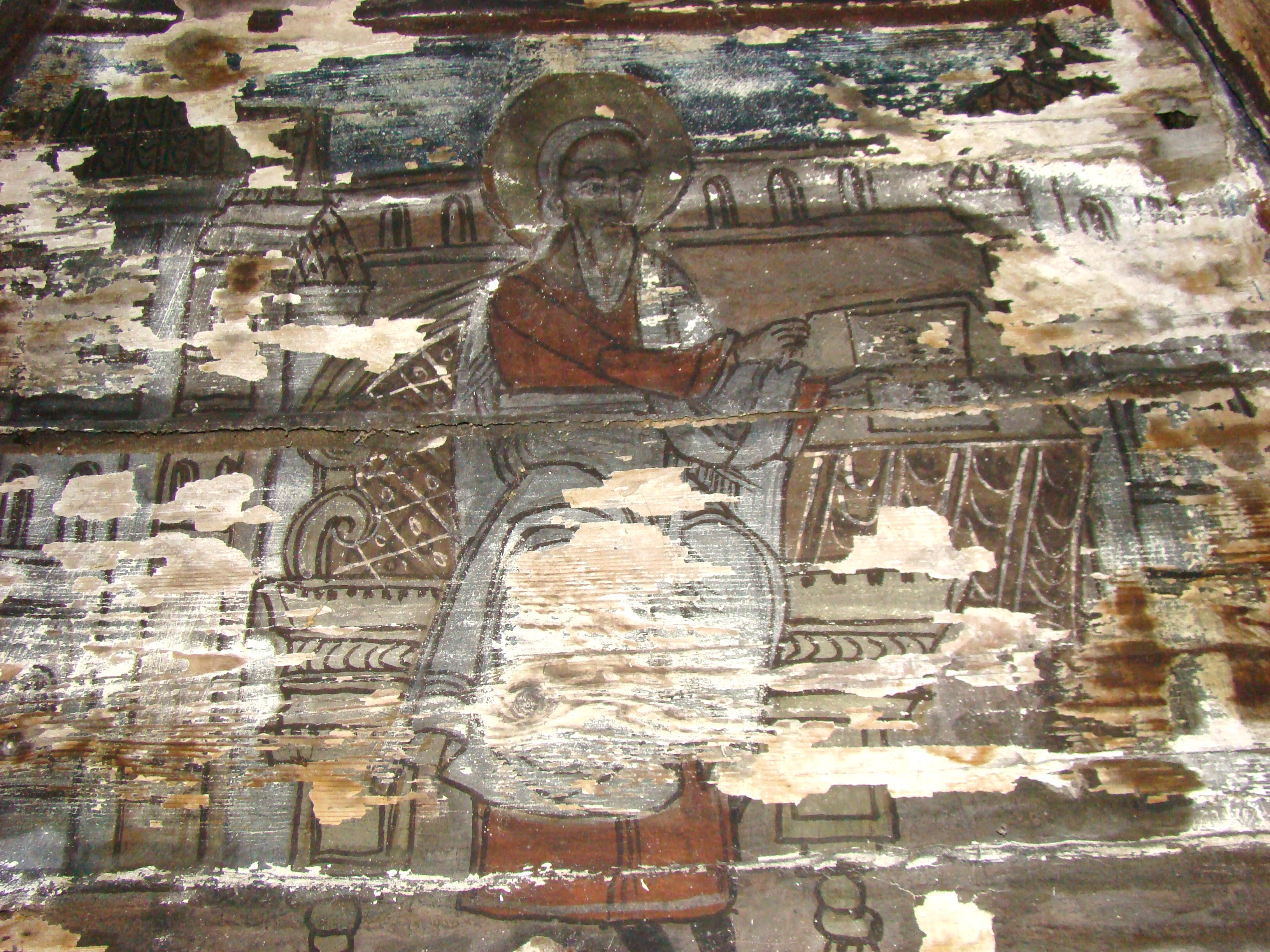
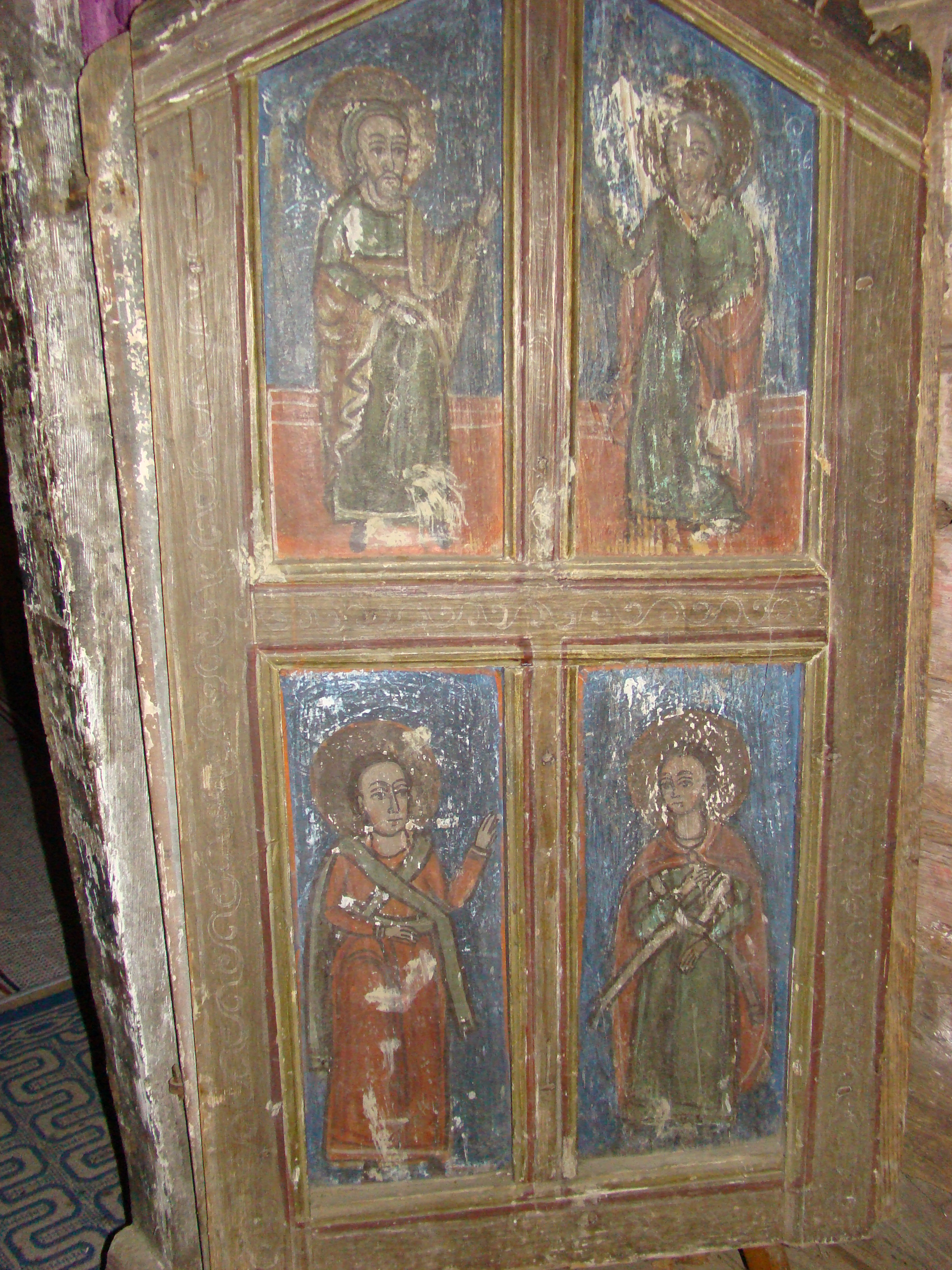
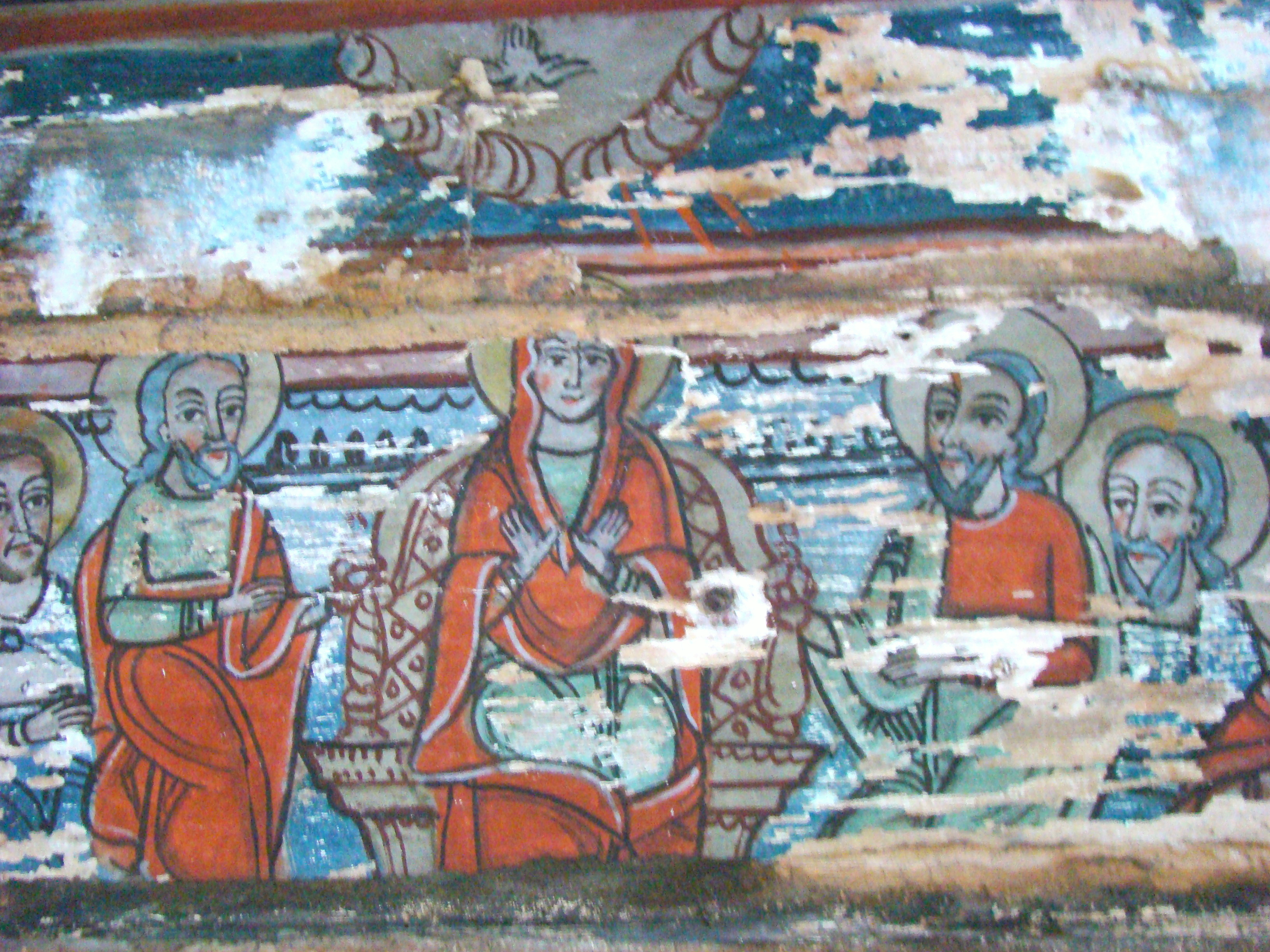
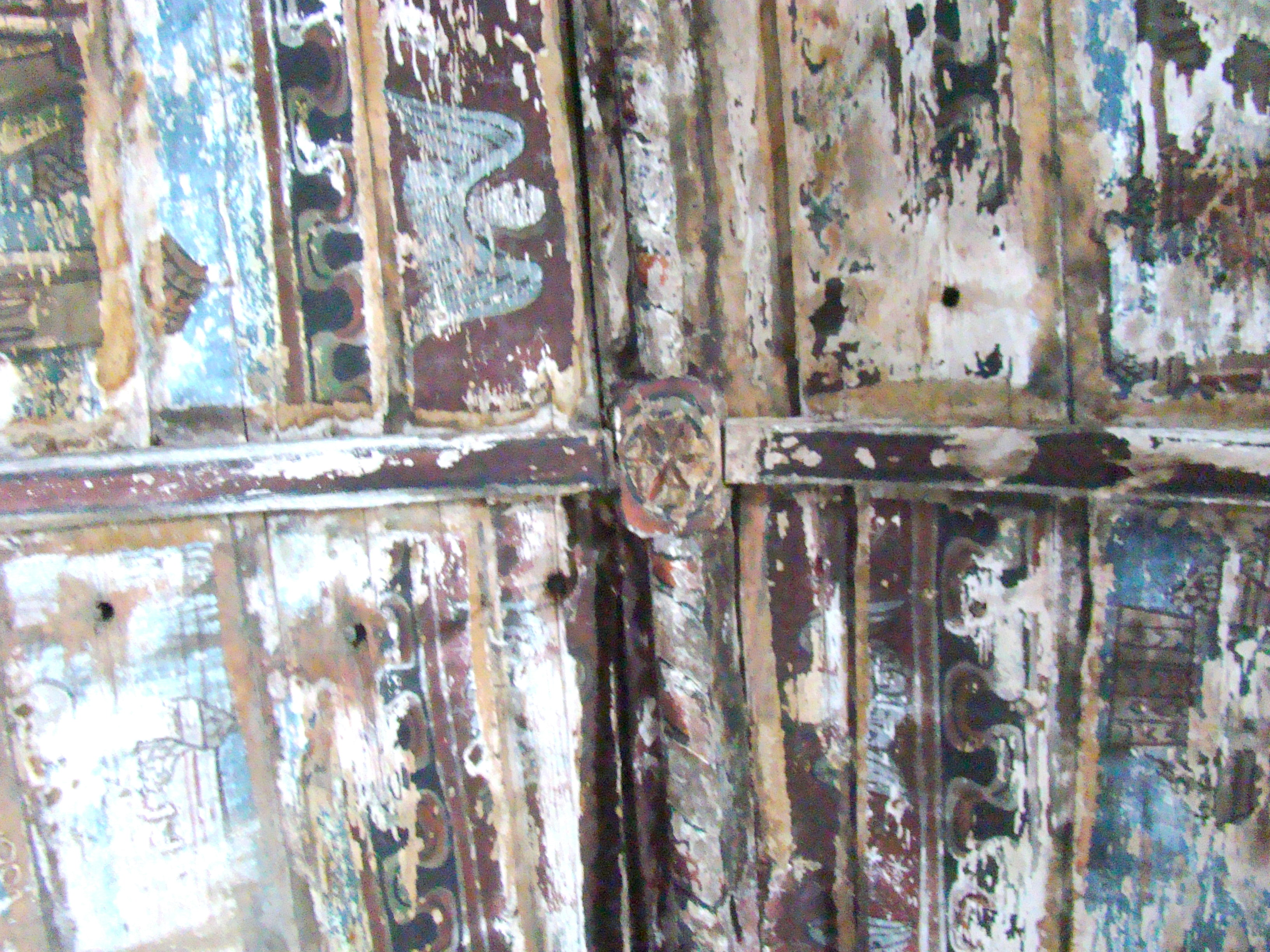
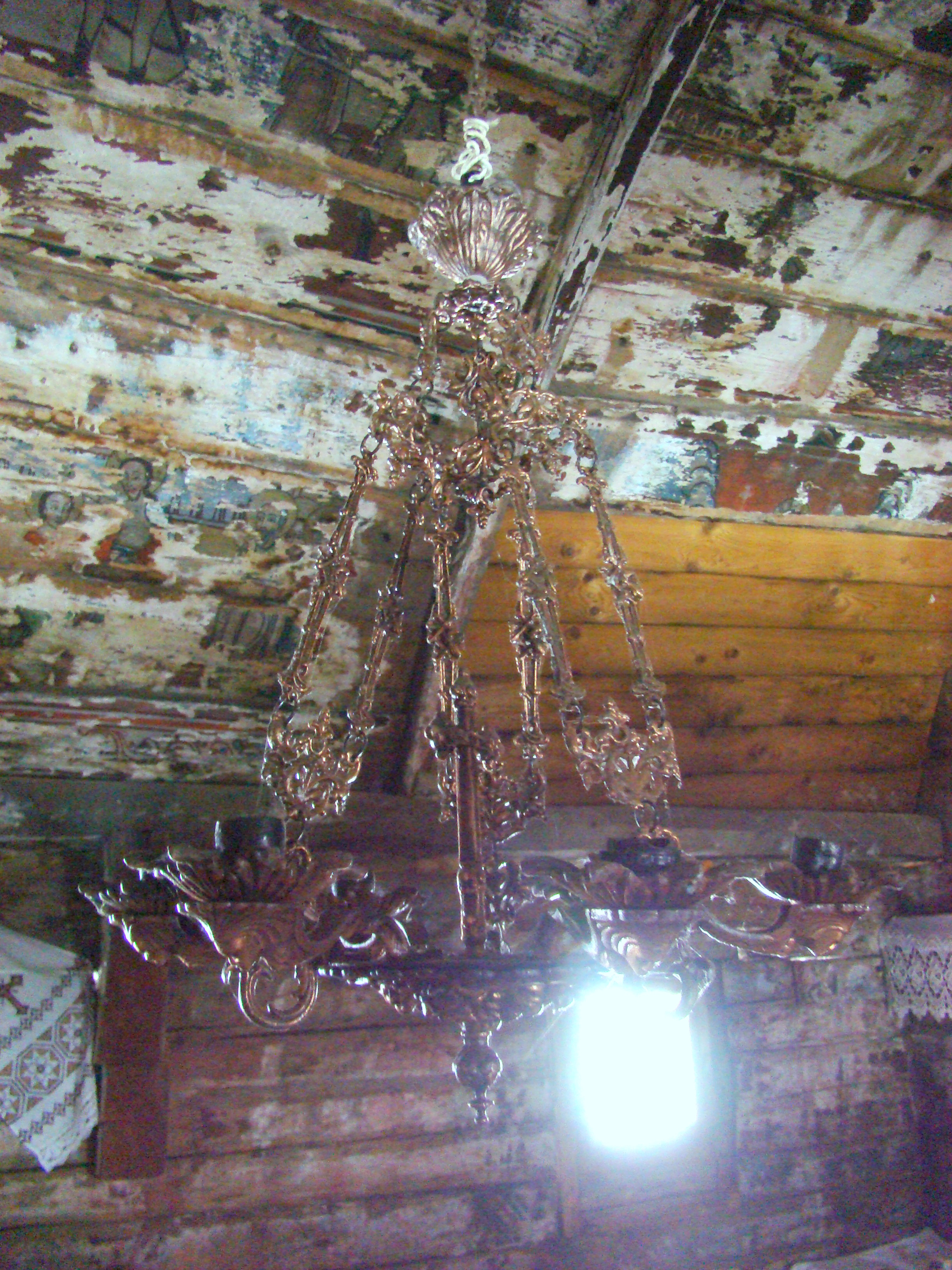
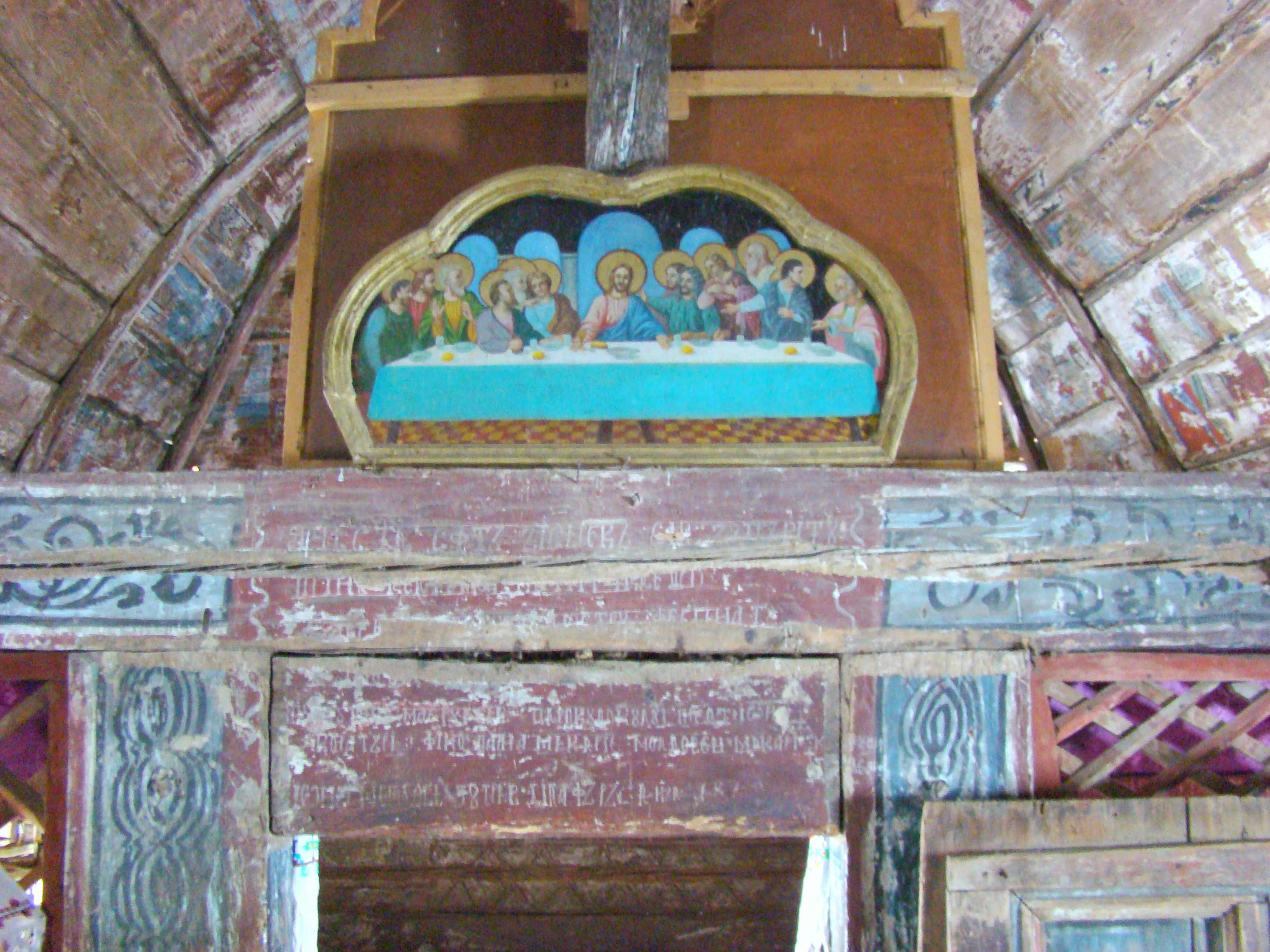
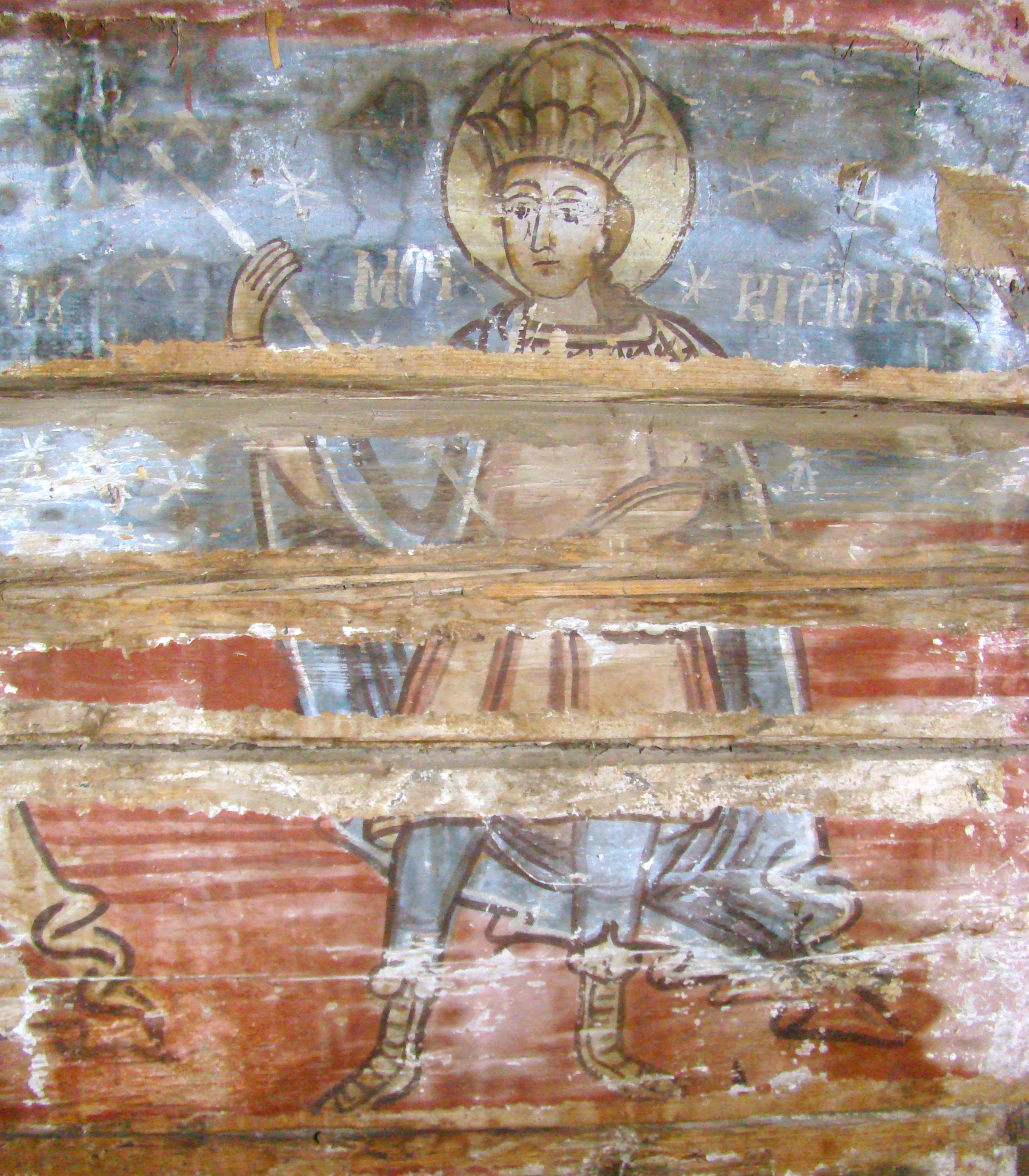
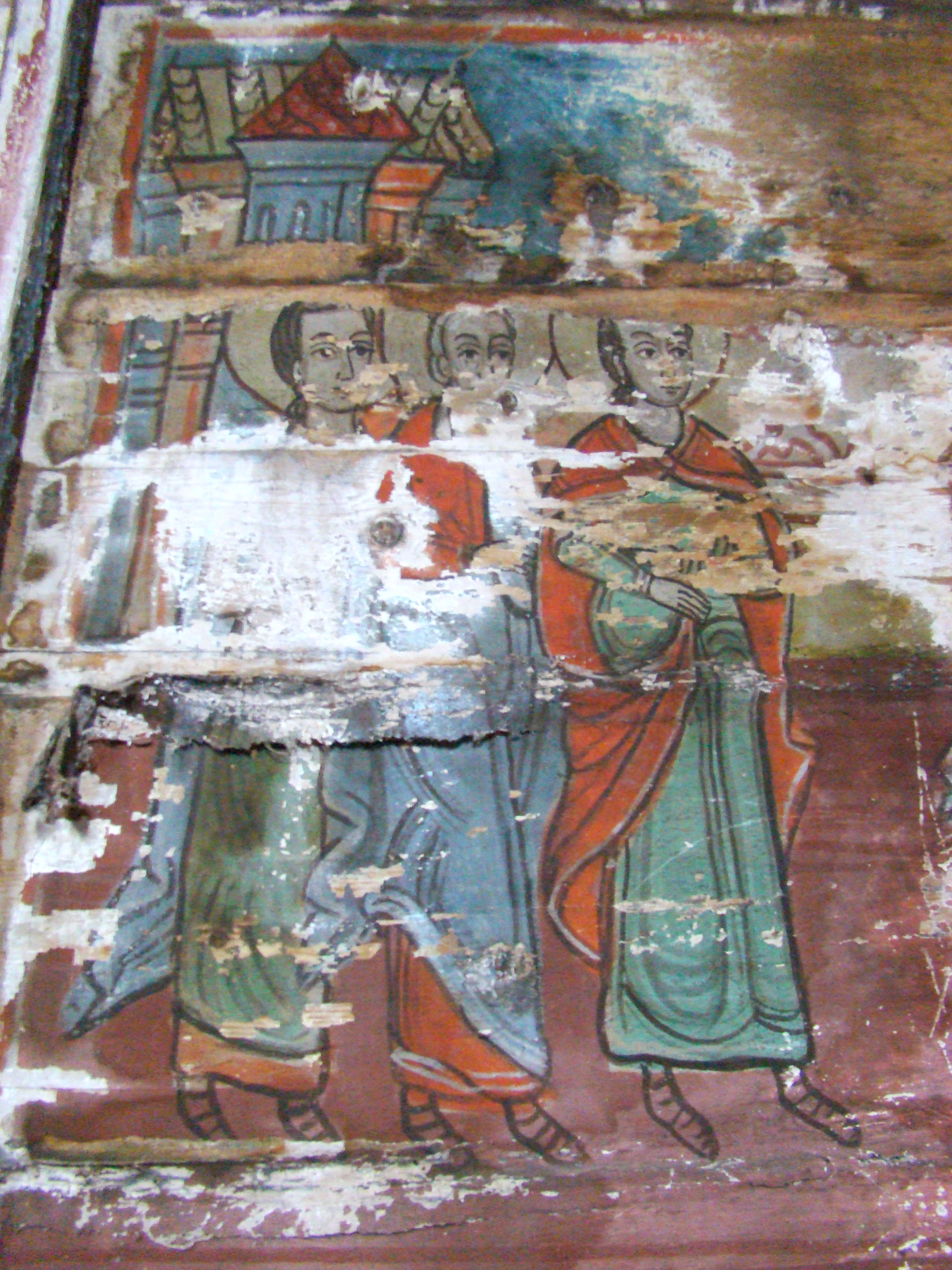
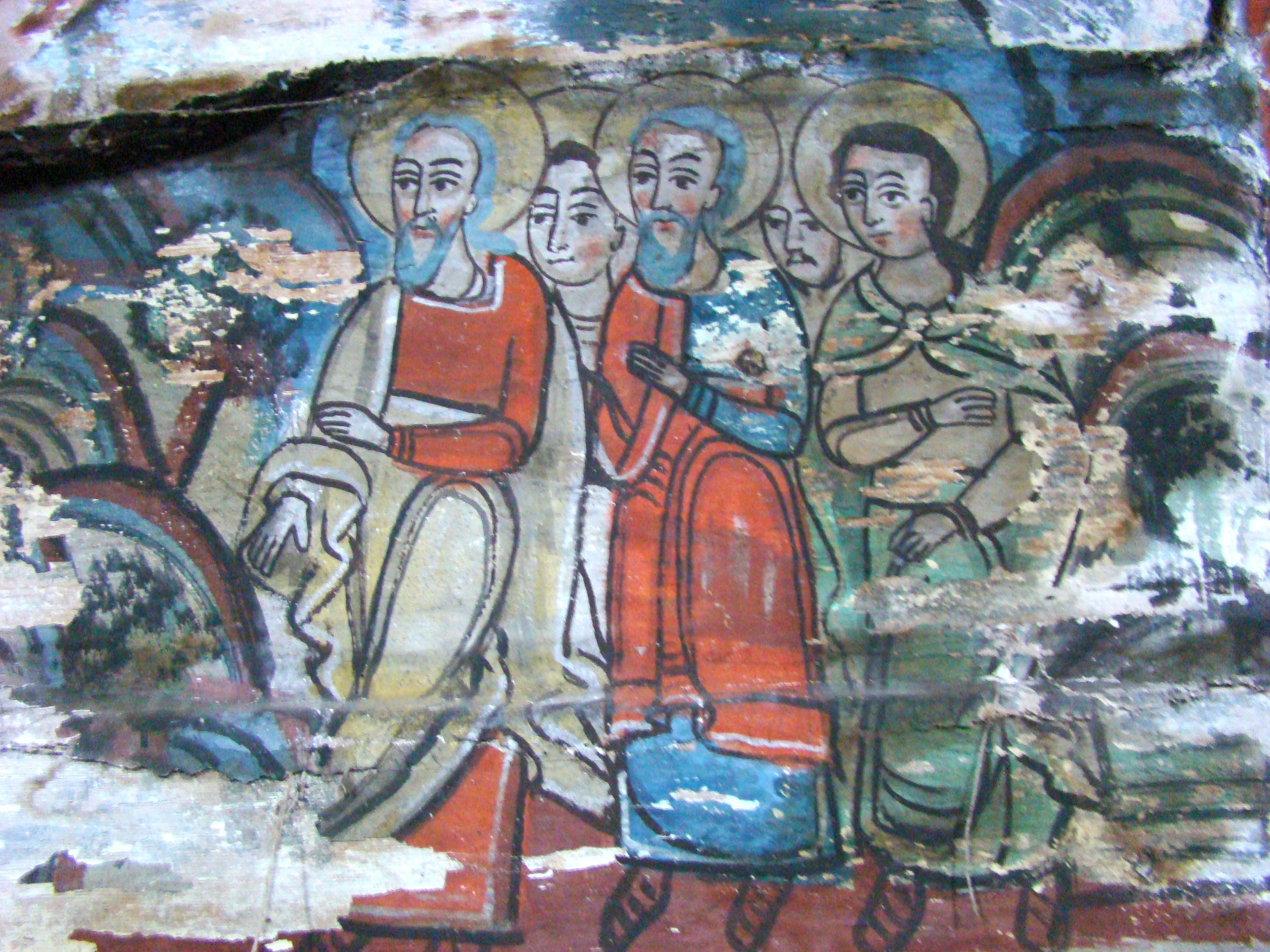
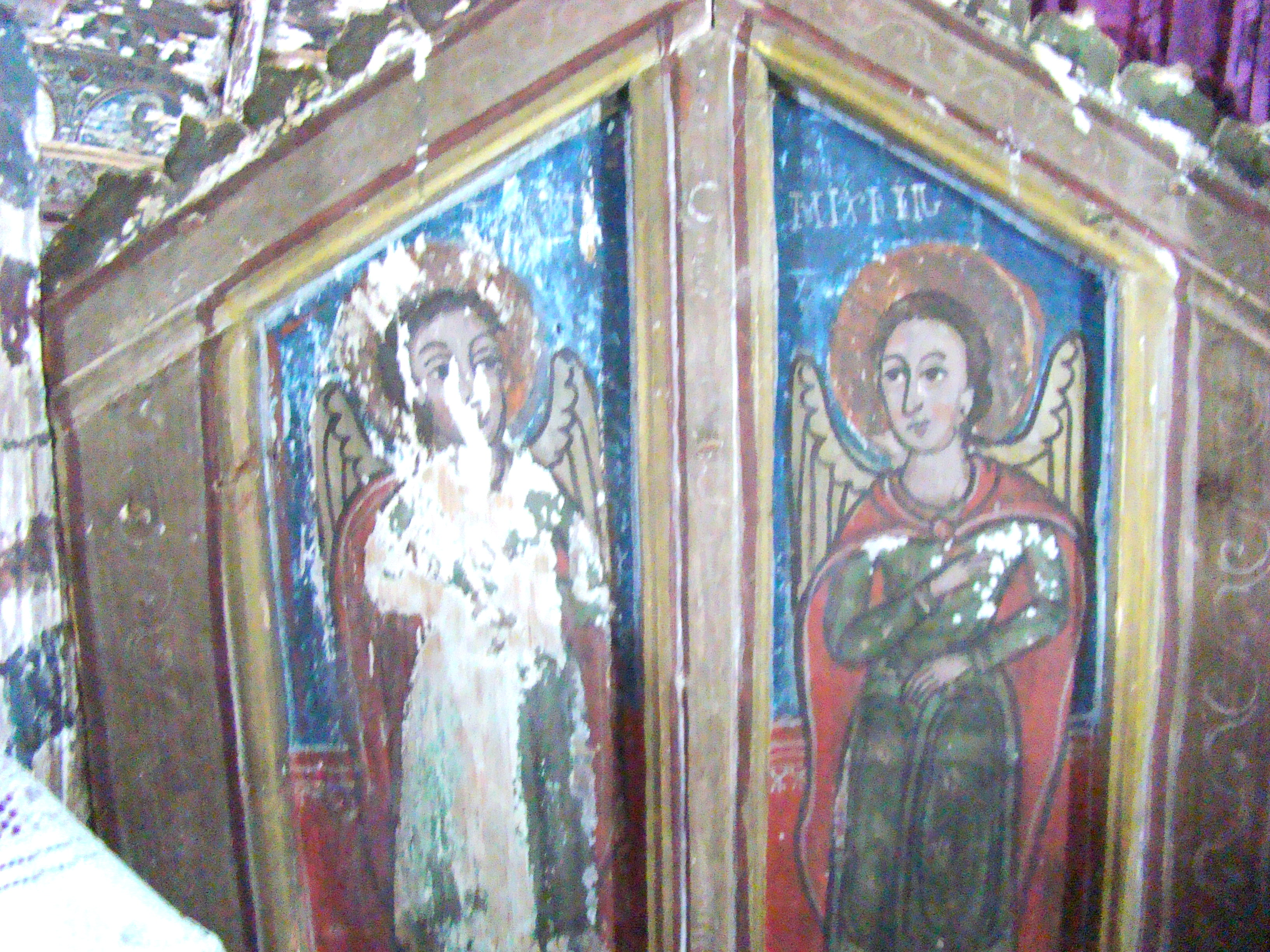
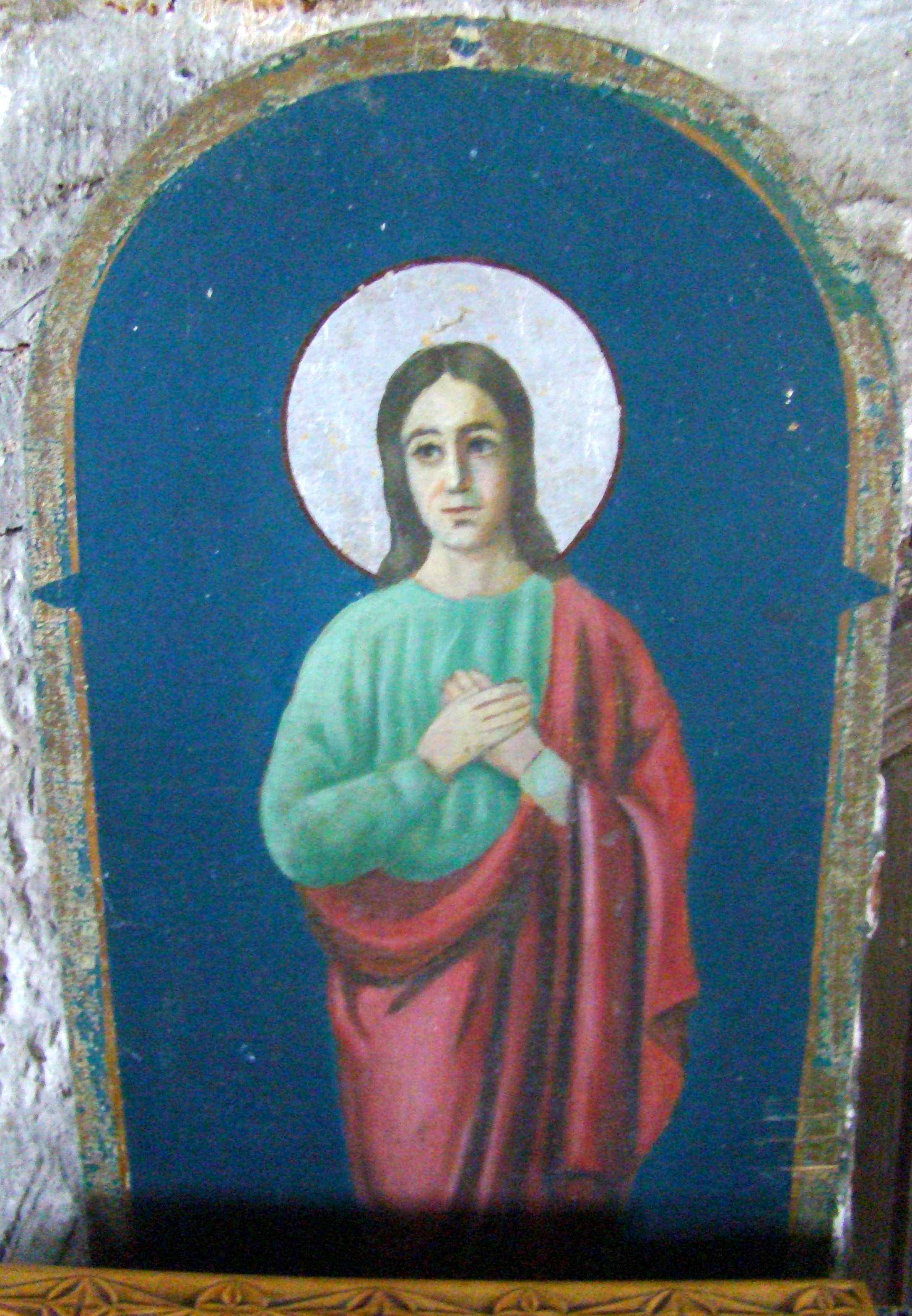
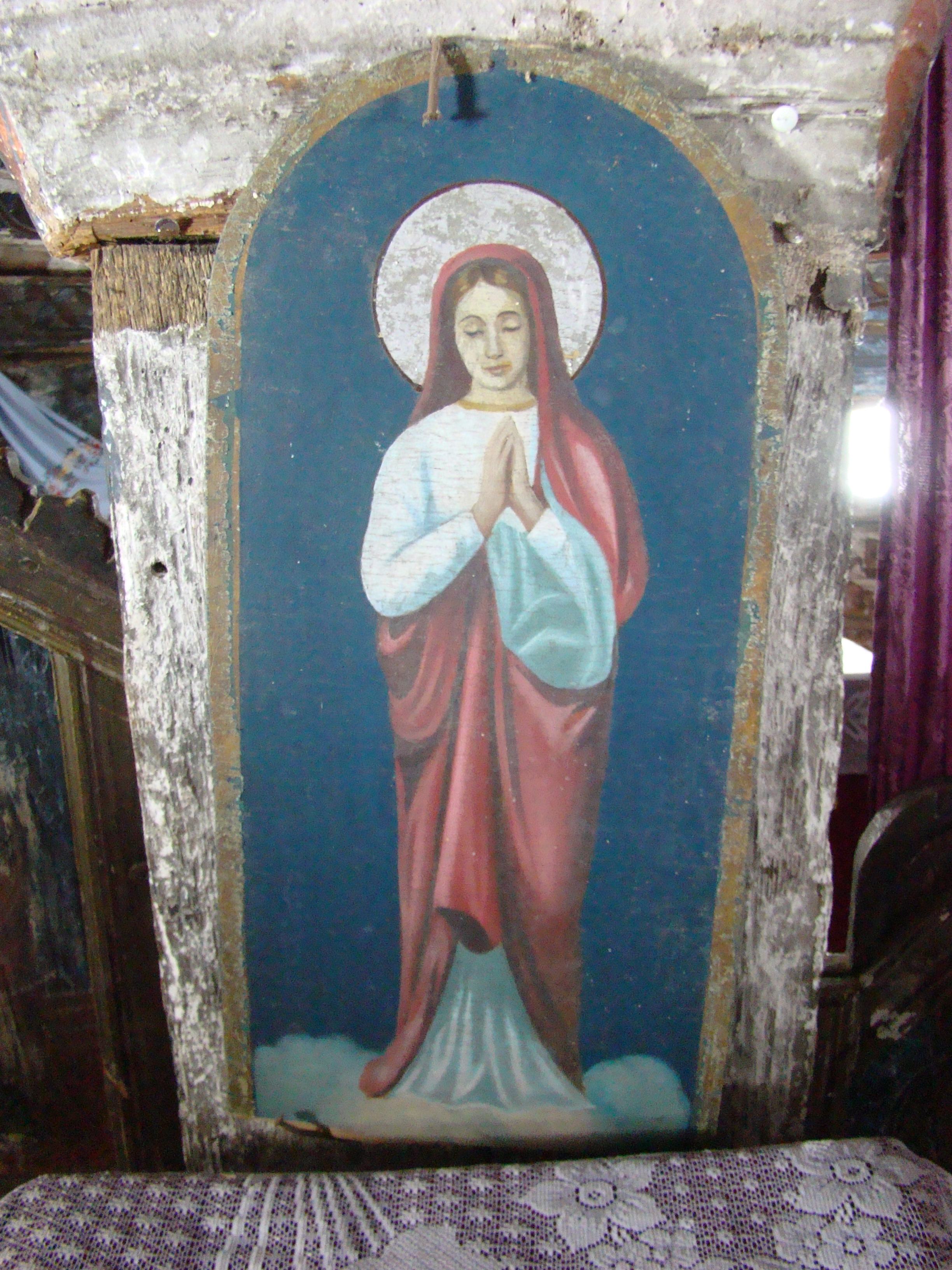
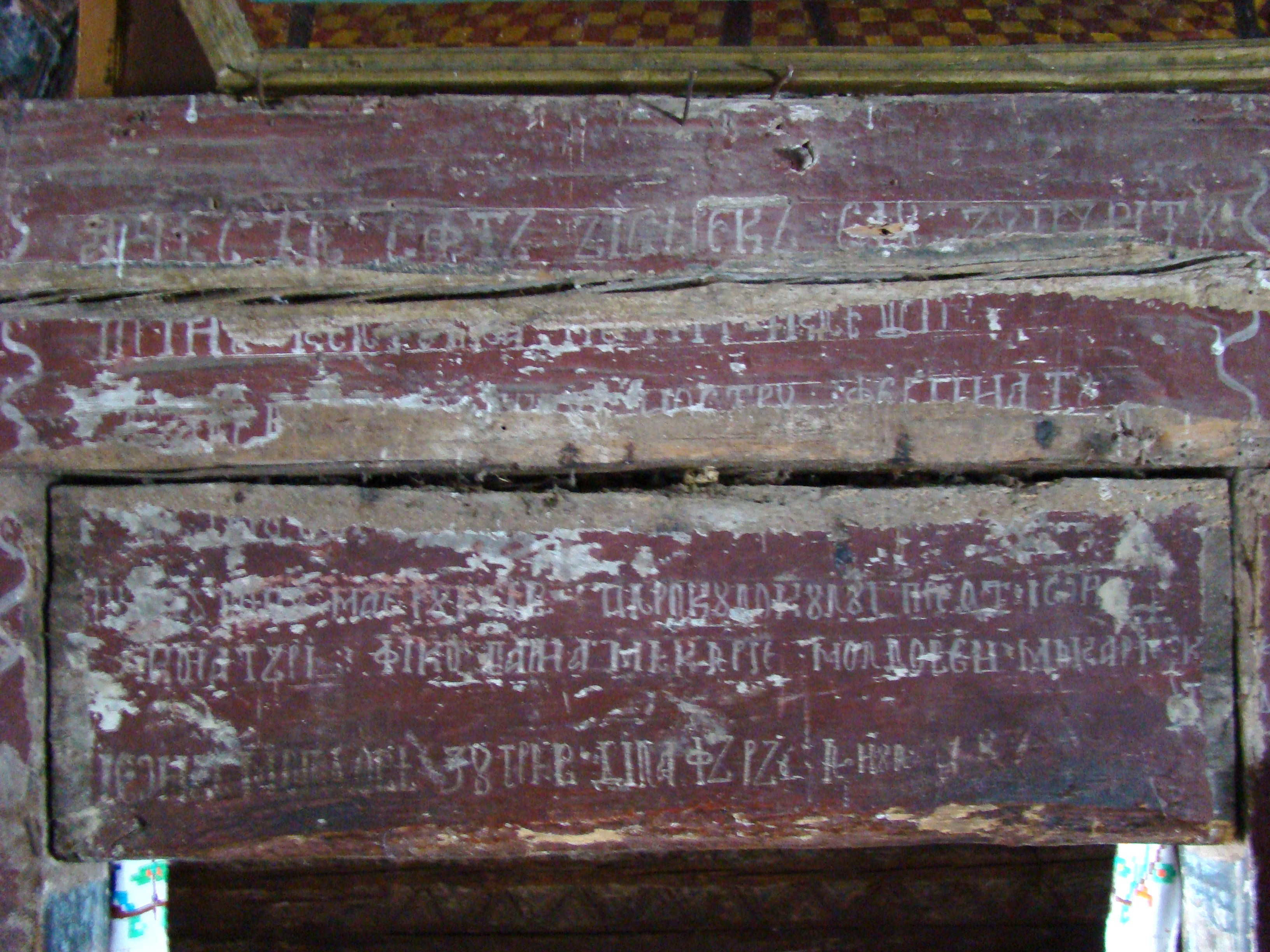
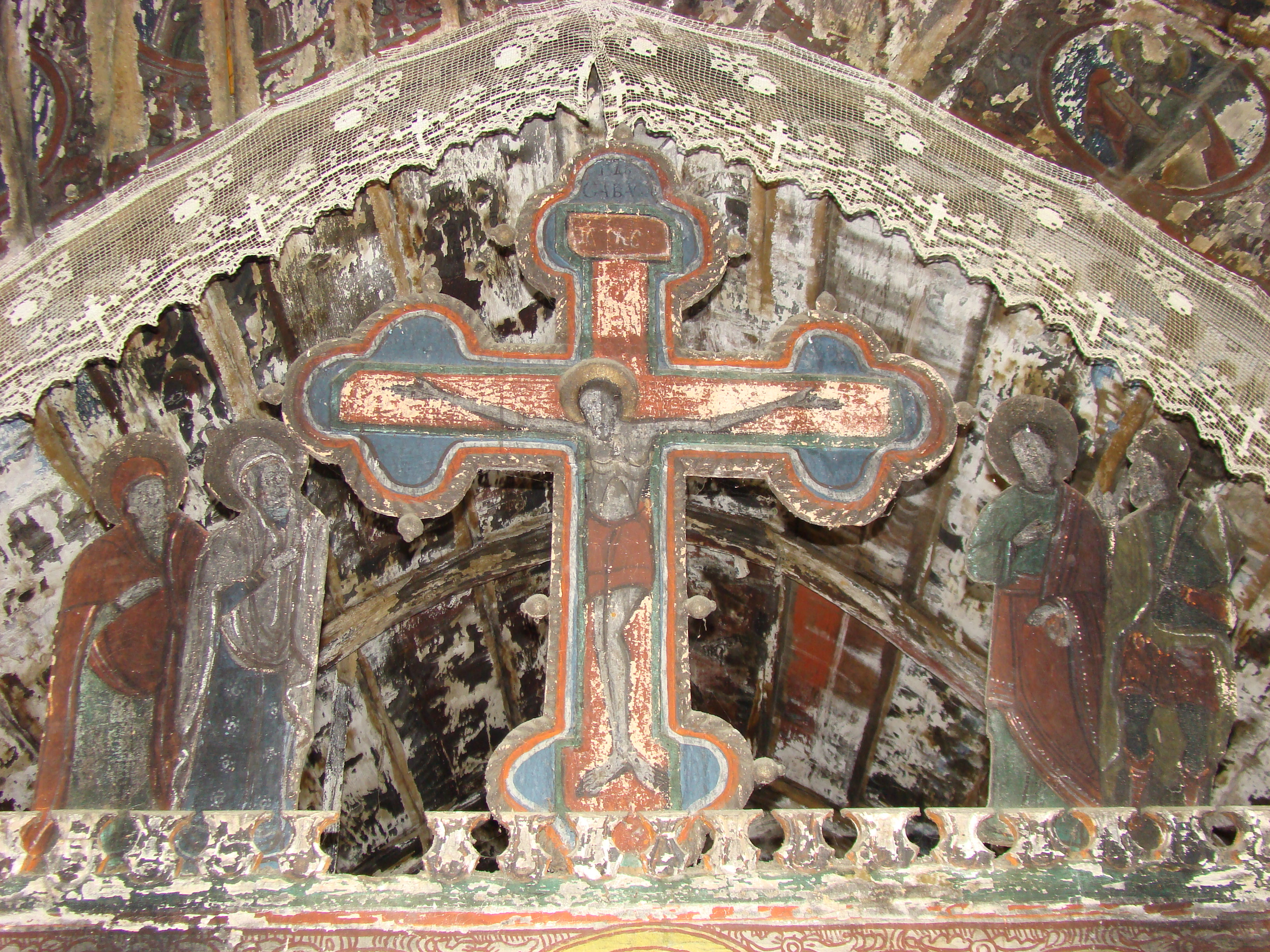
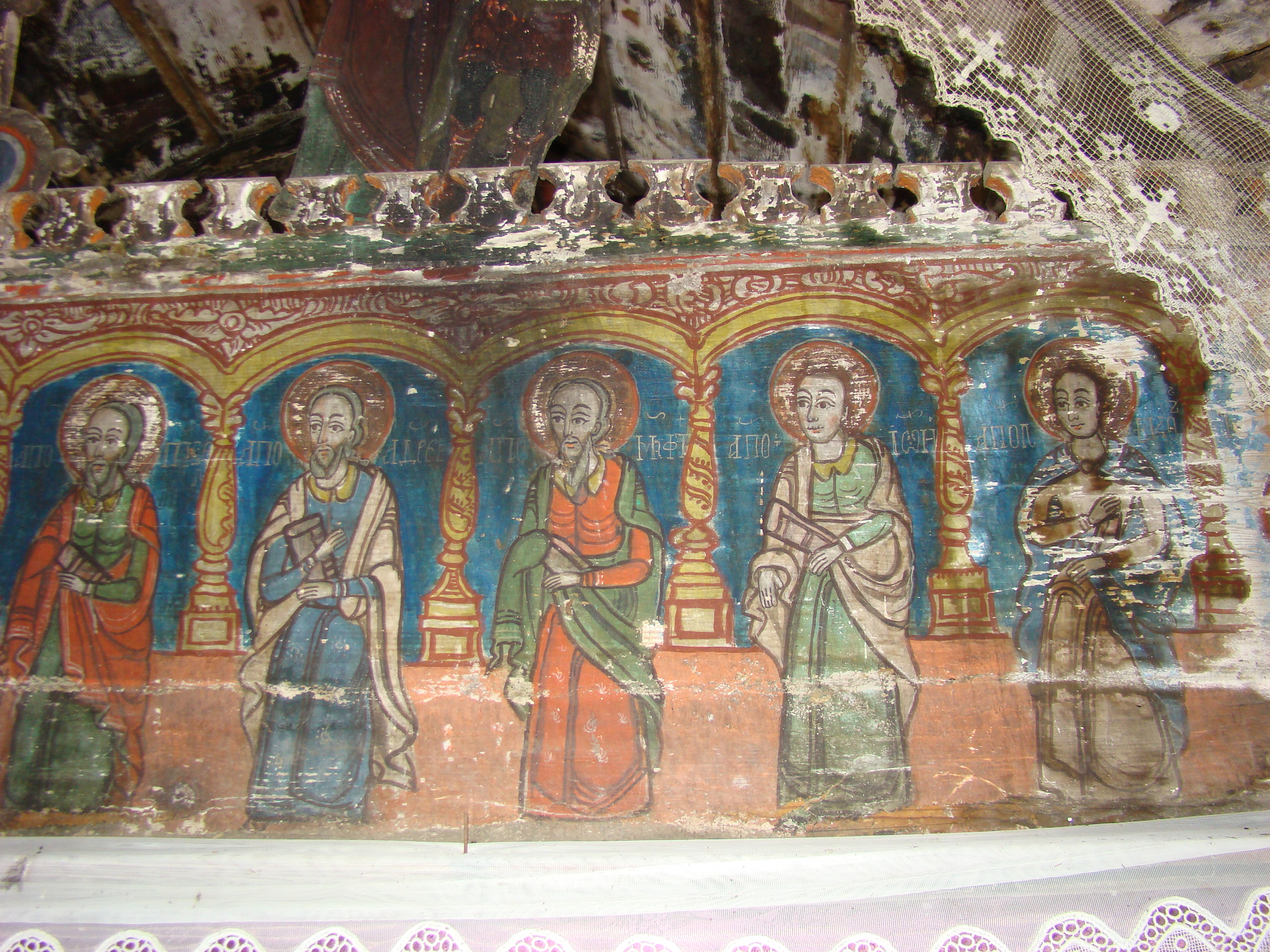
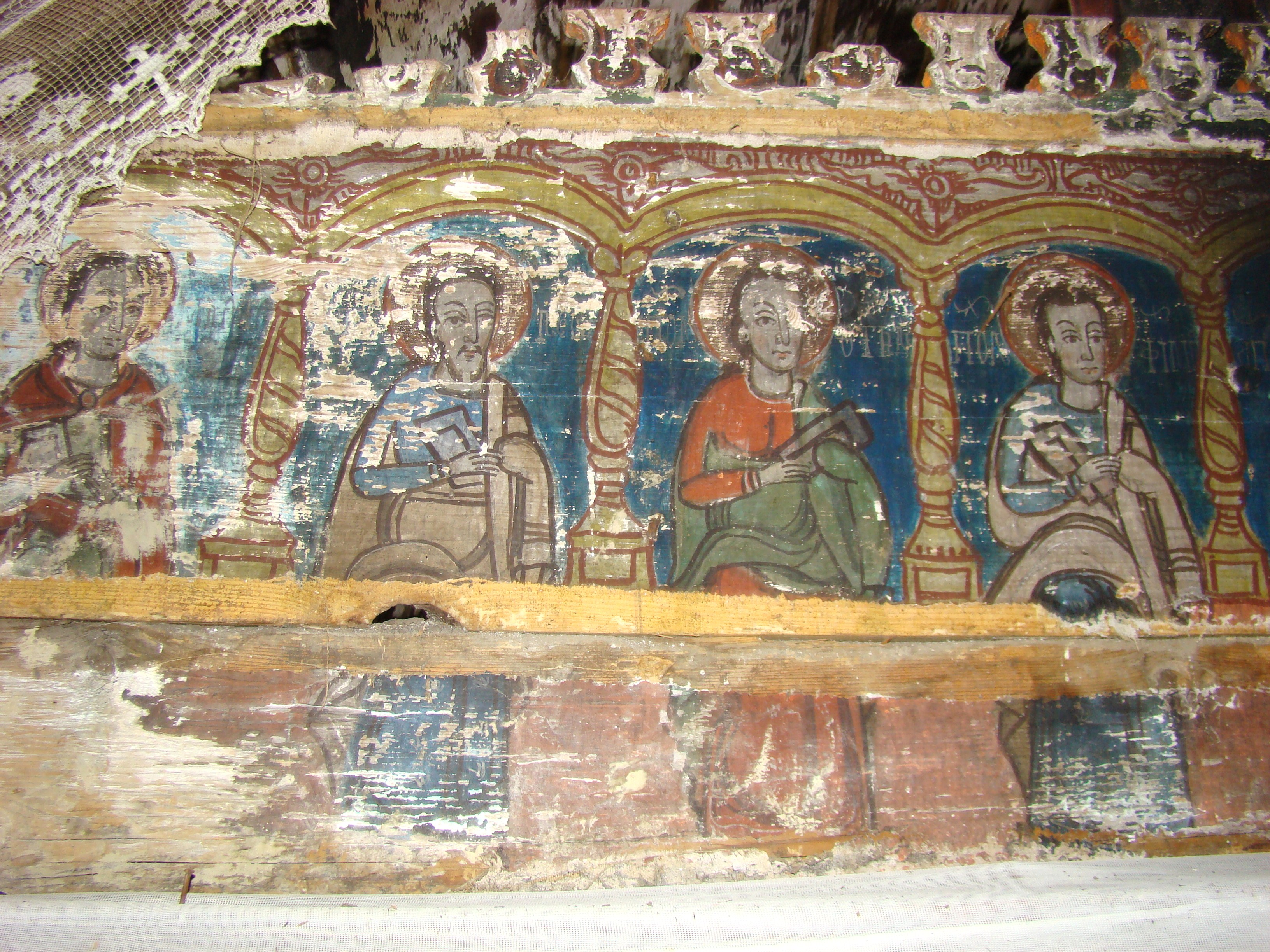
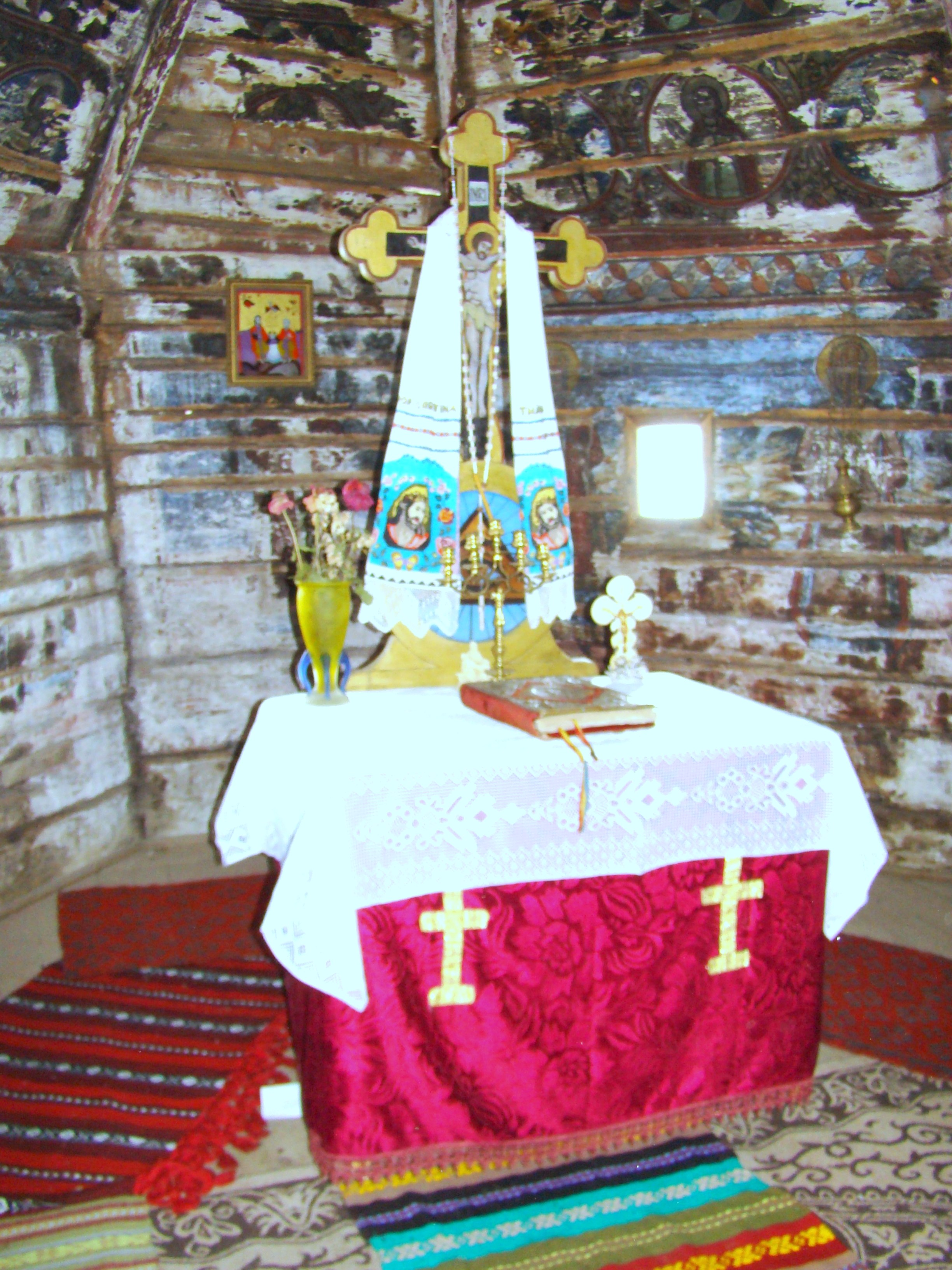
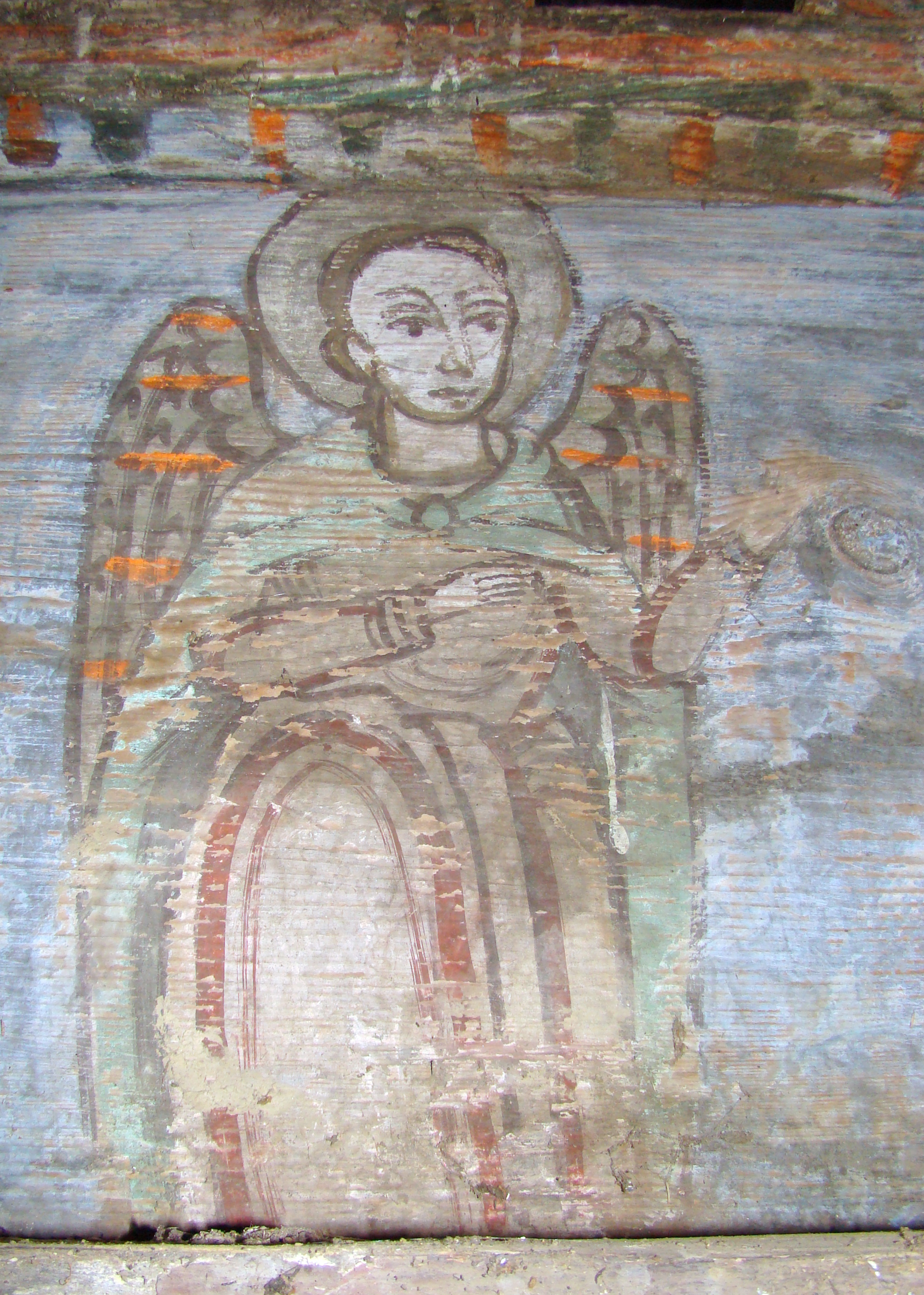
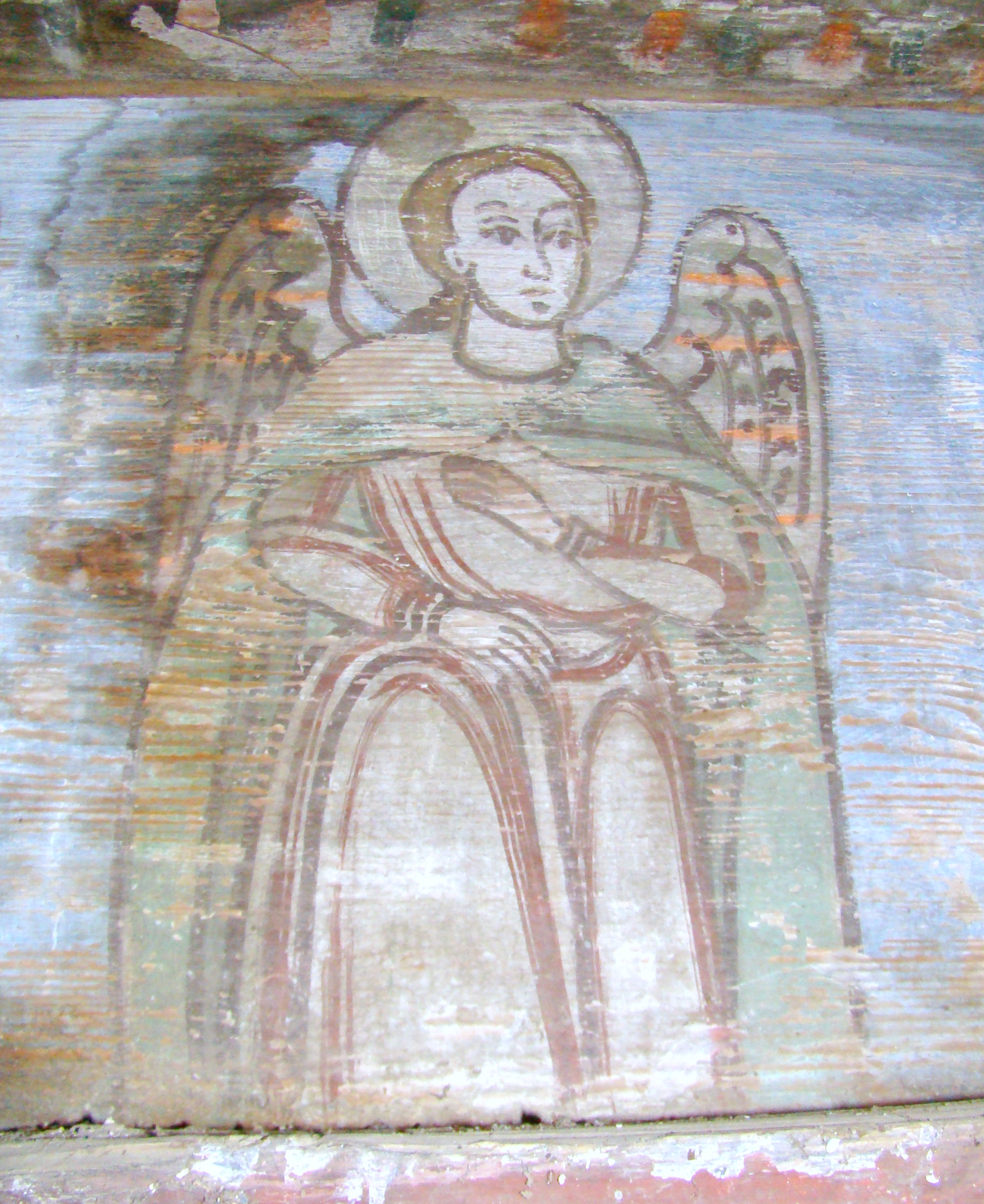
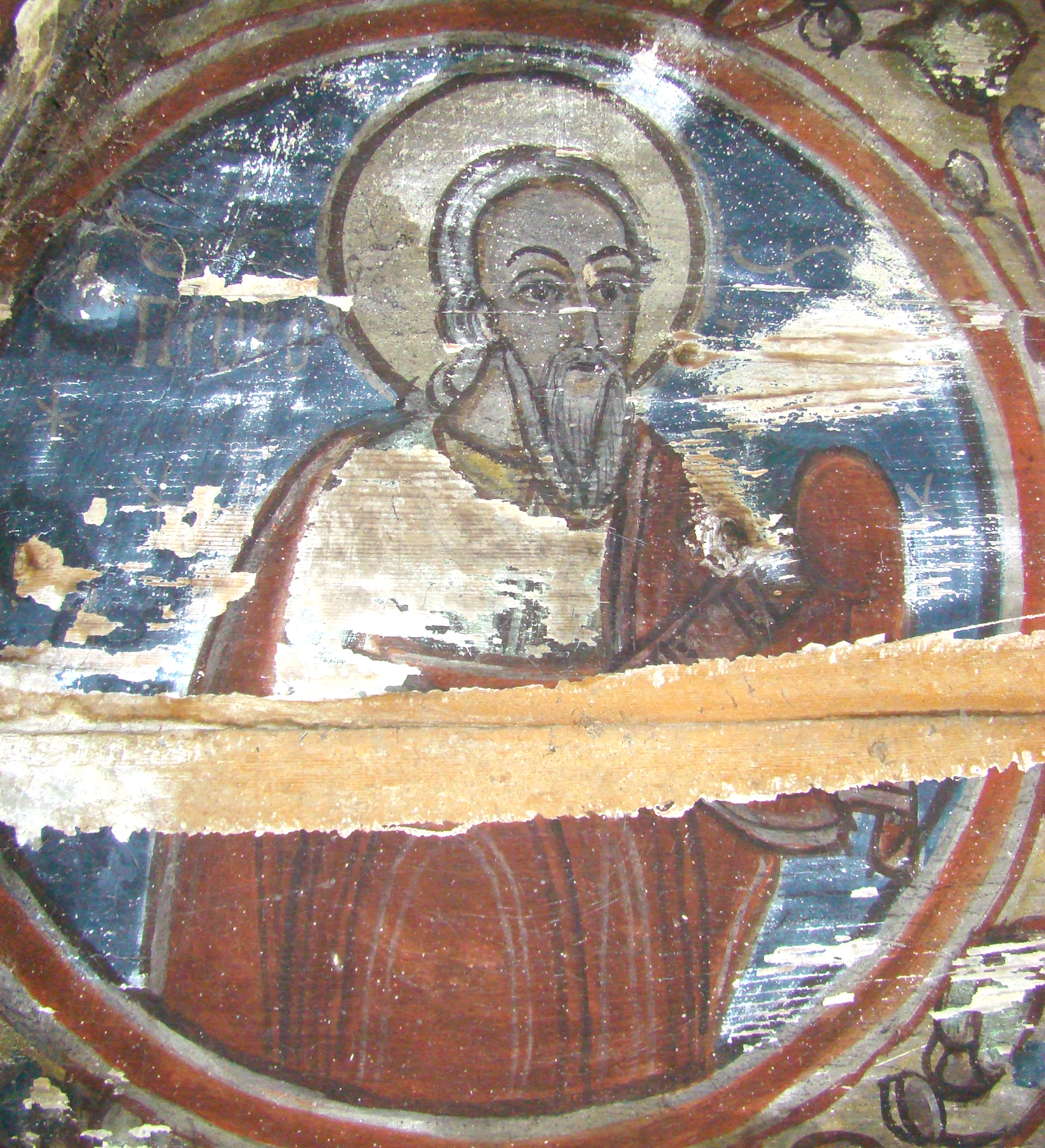
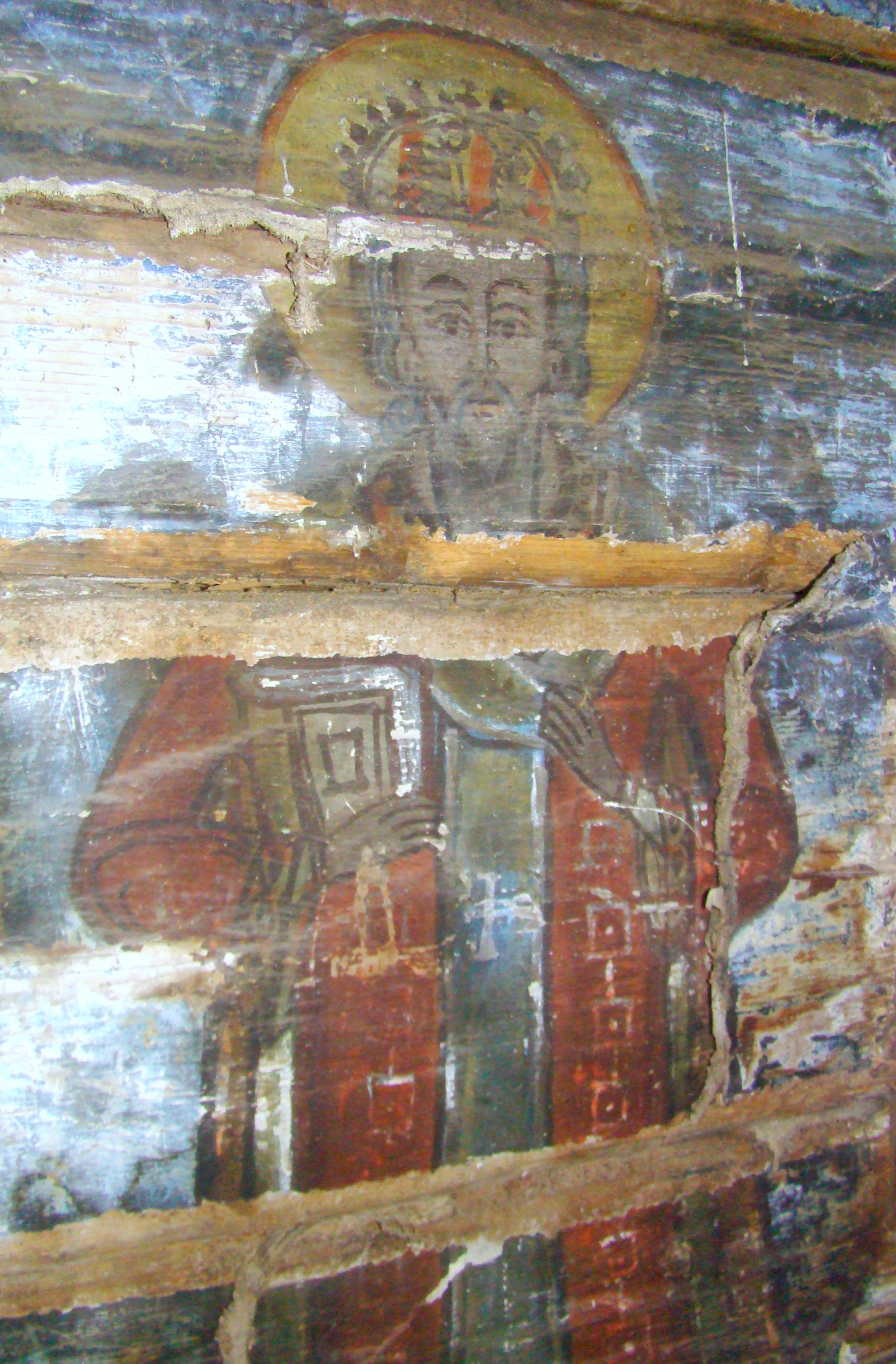
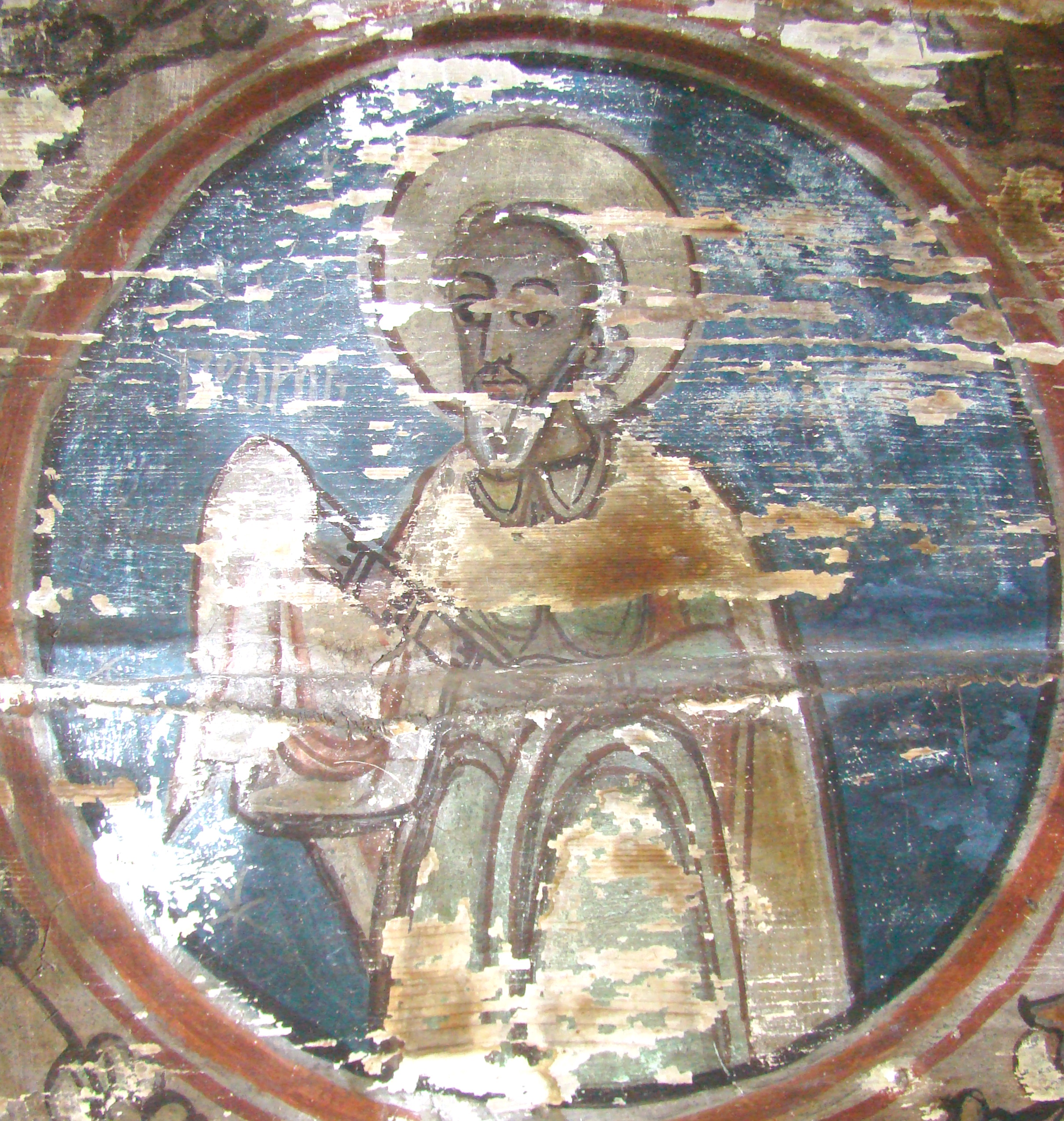
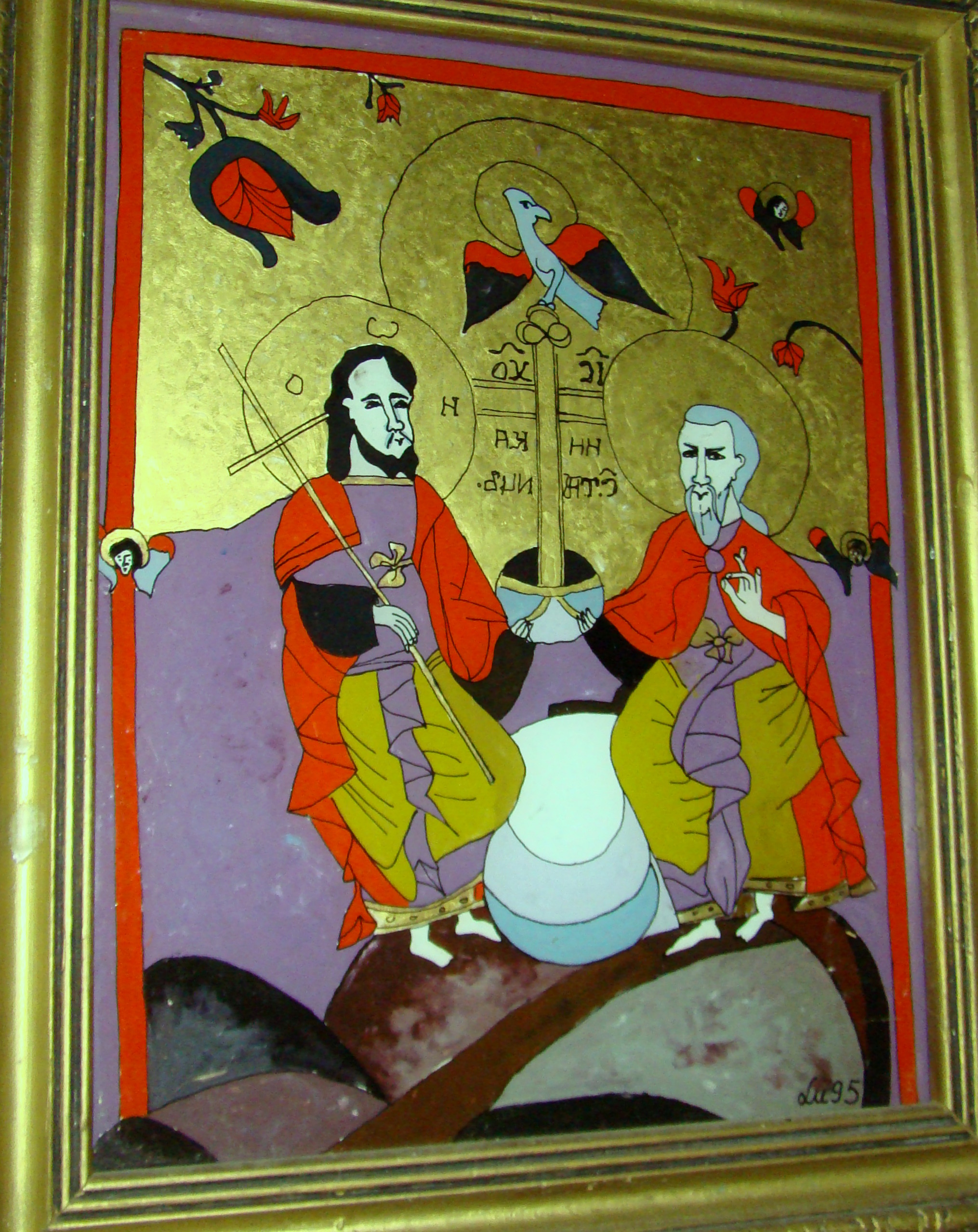

## Imagini din exterior

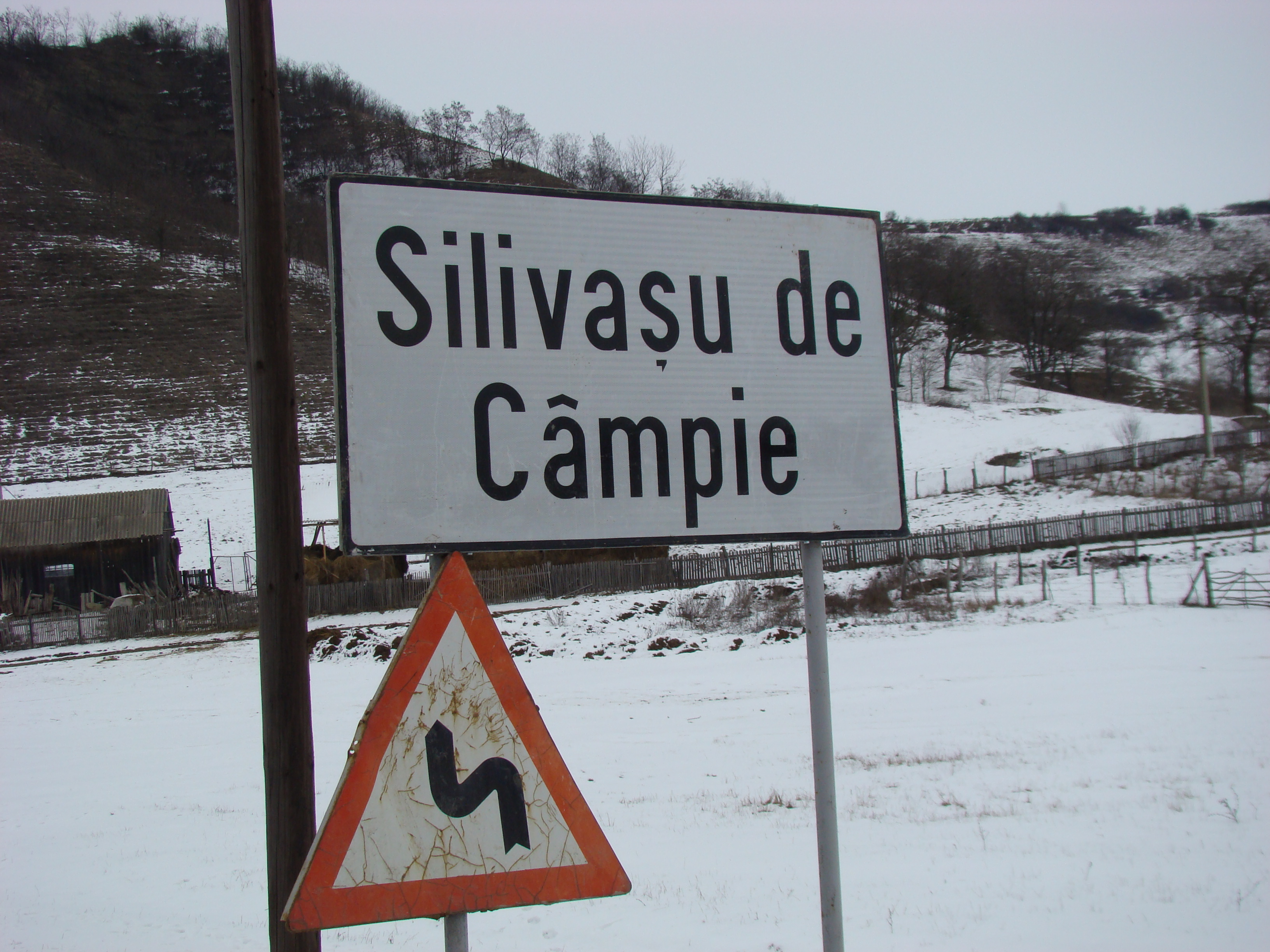
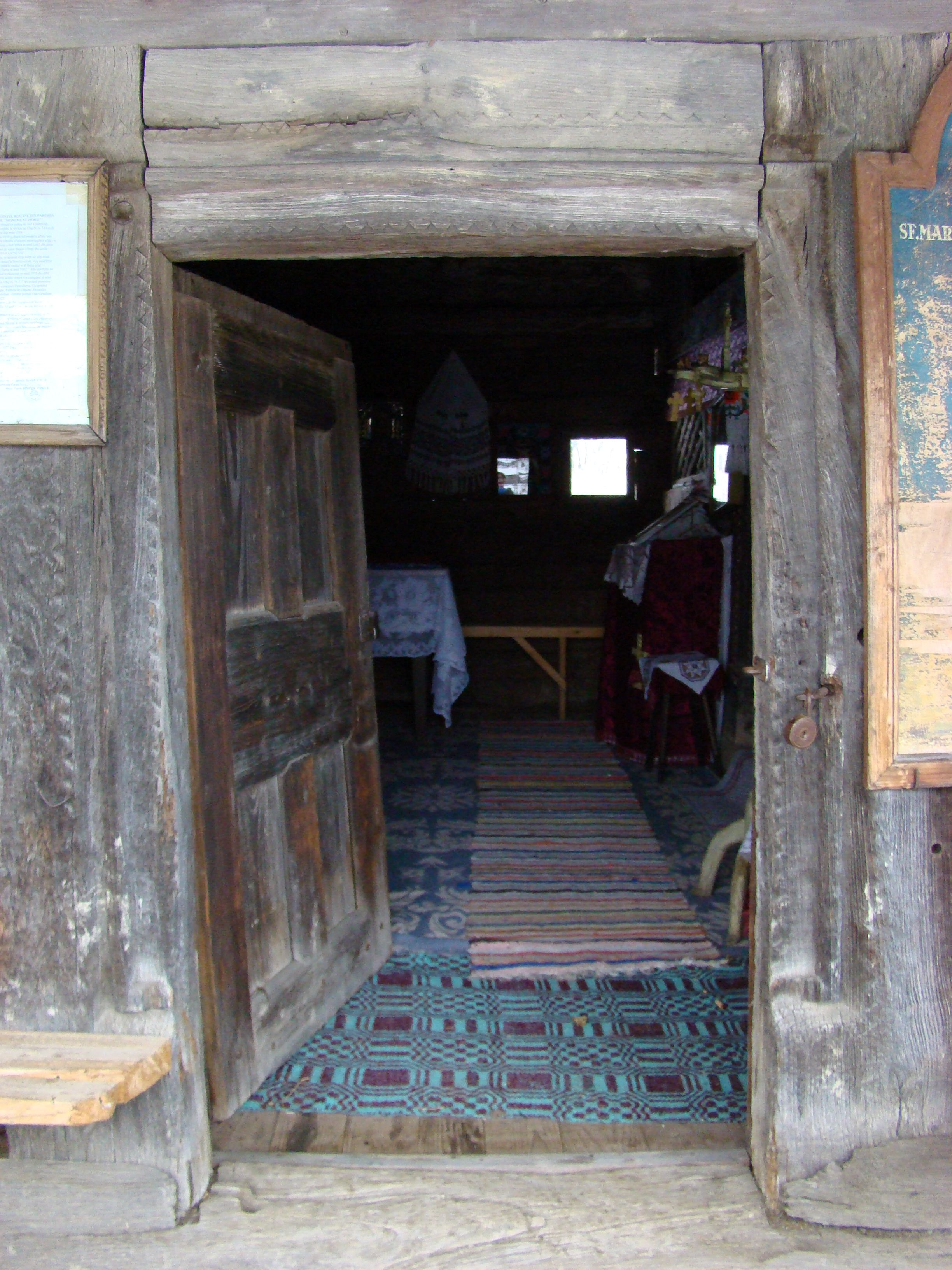
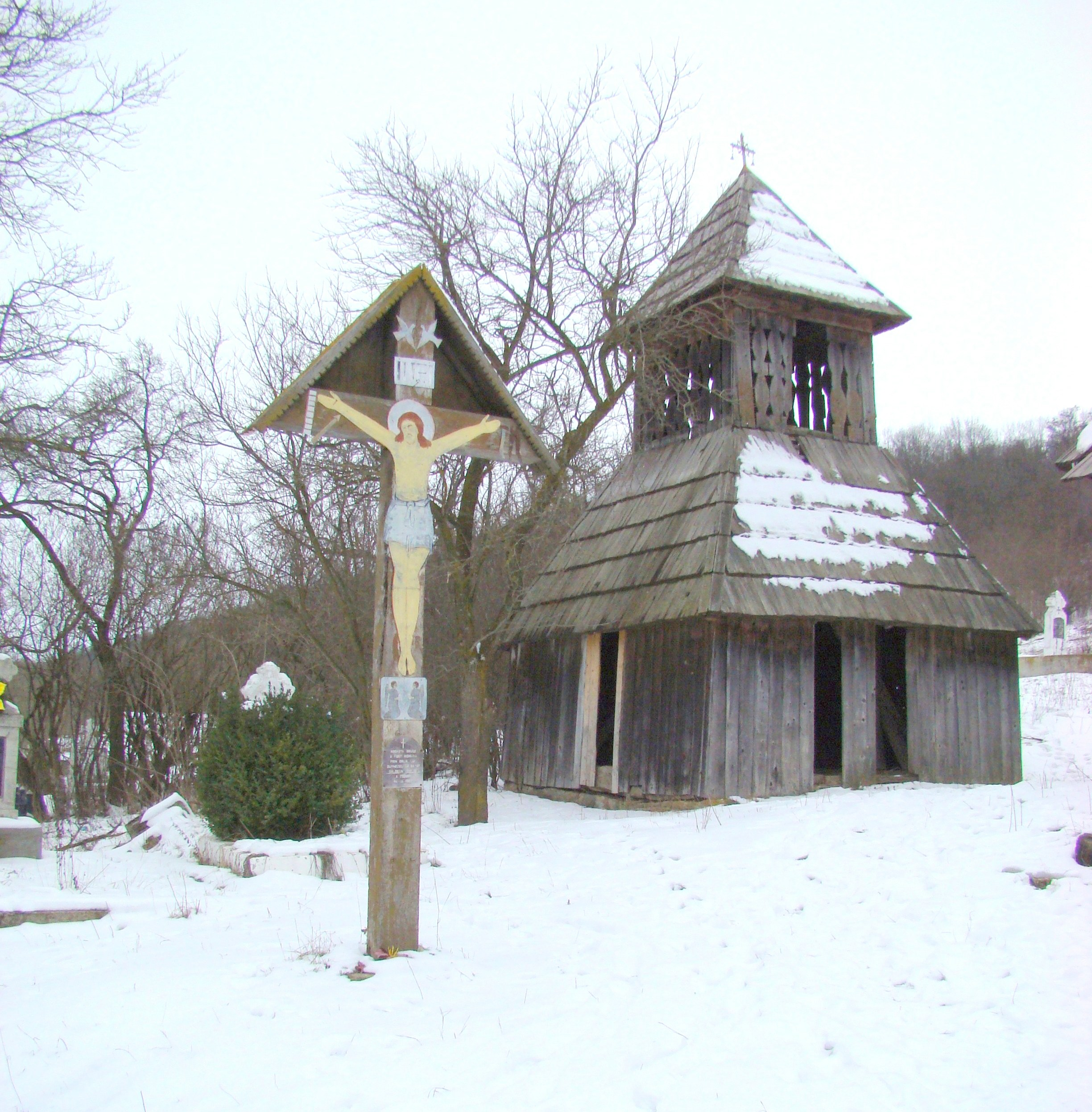
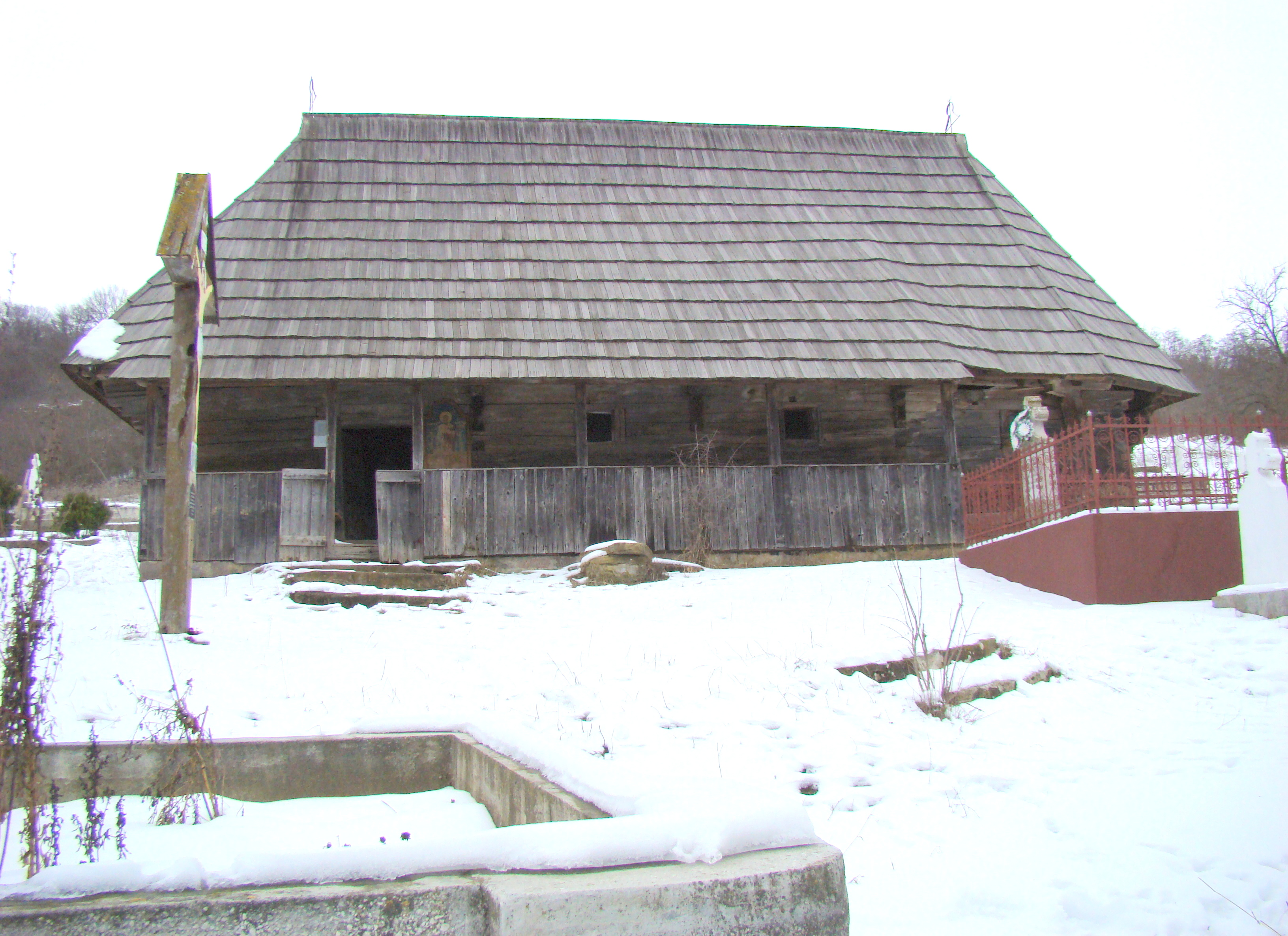
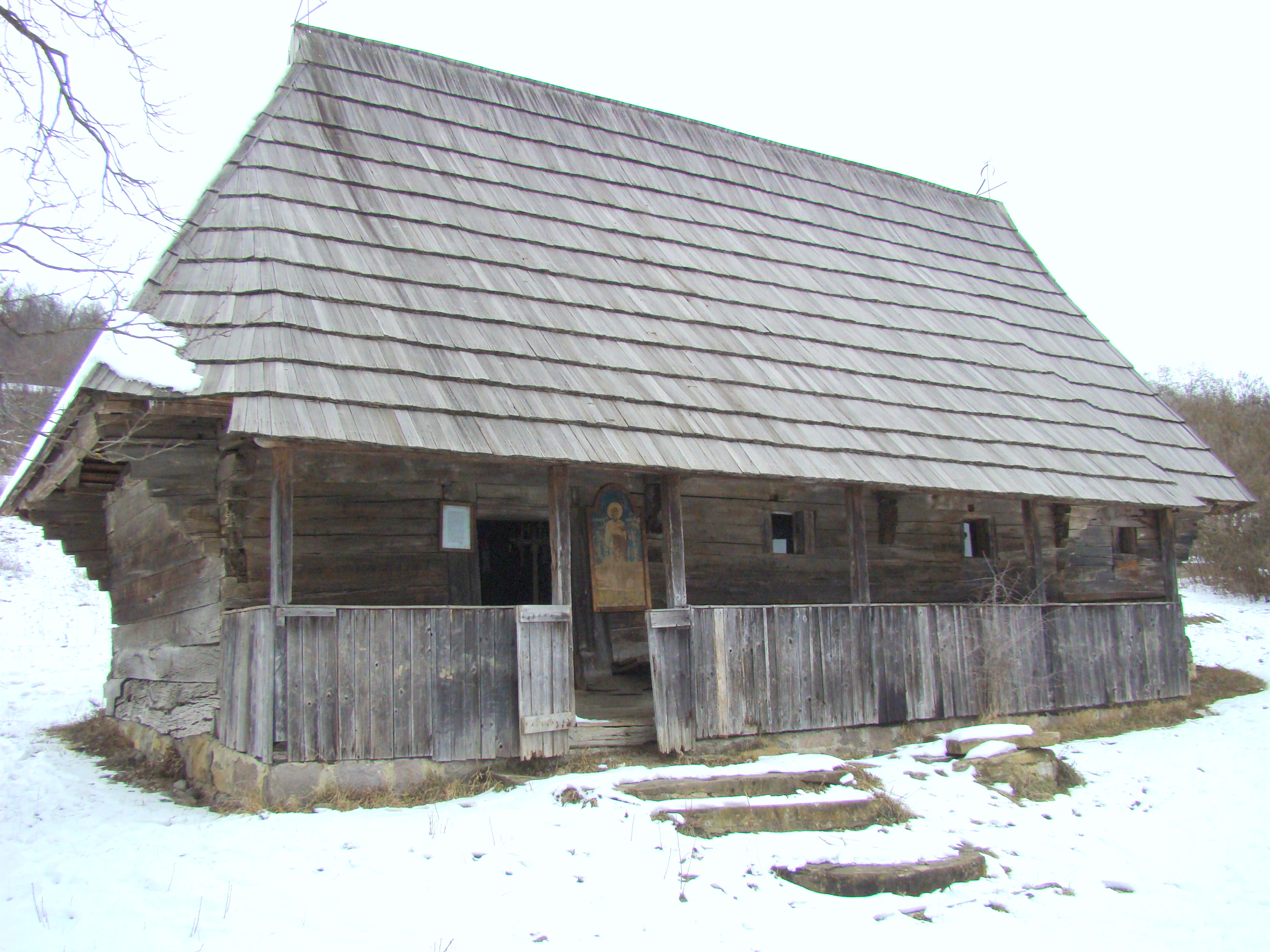
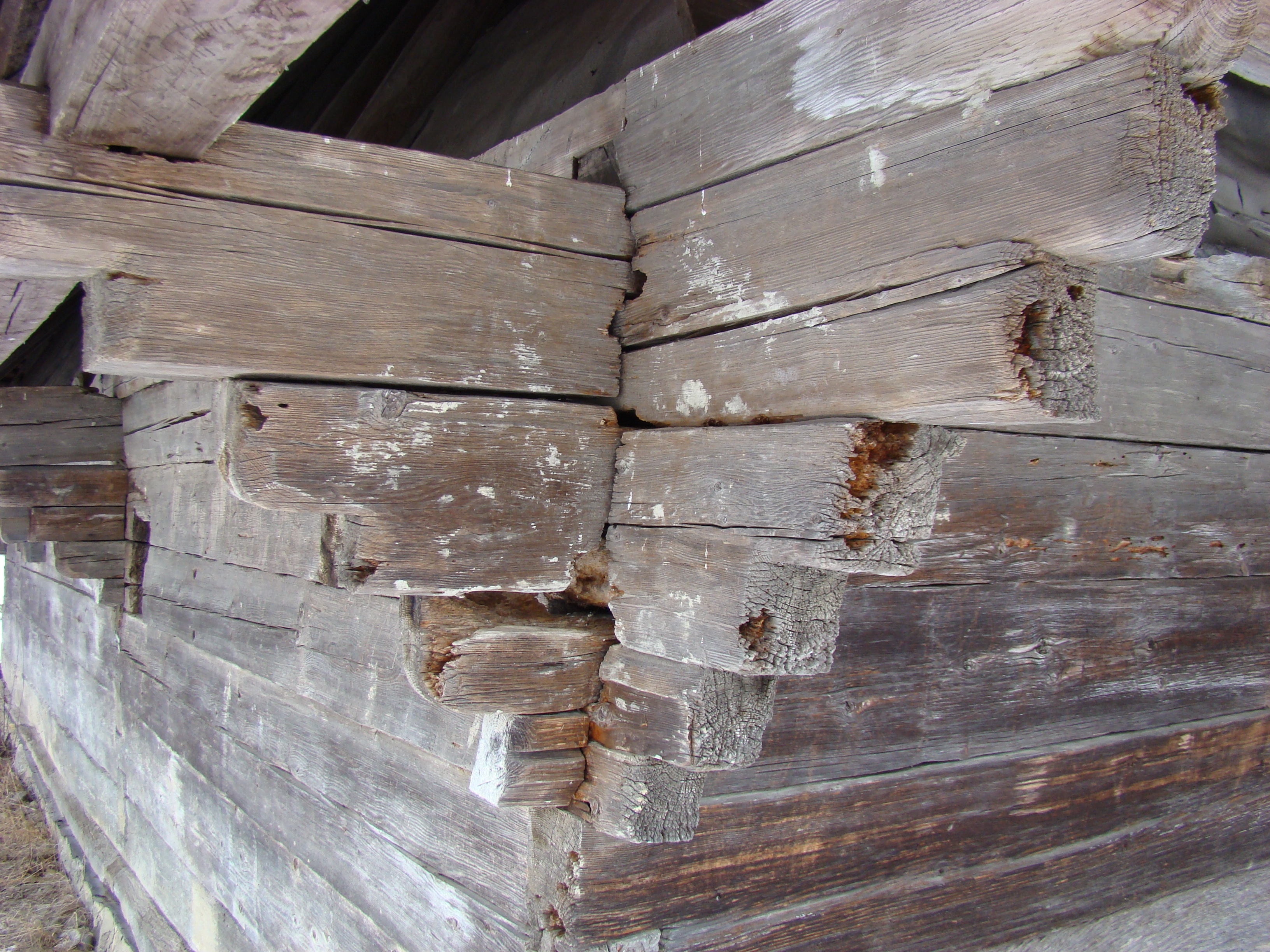
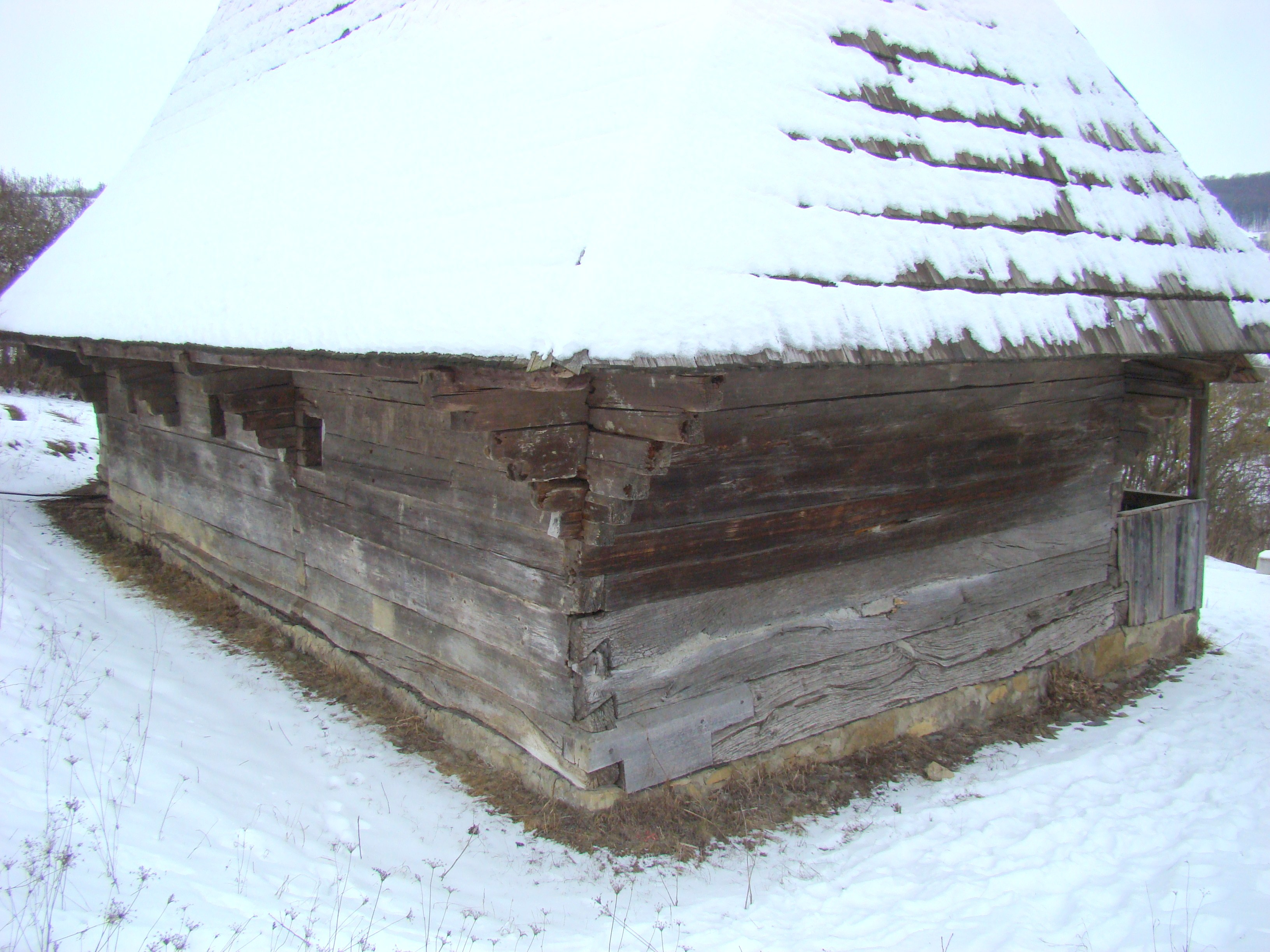
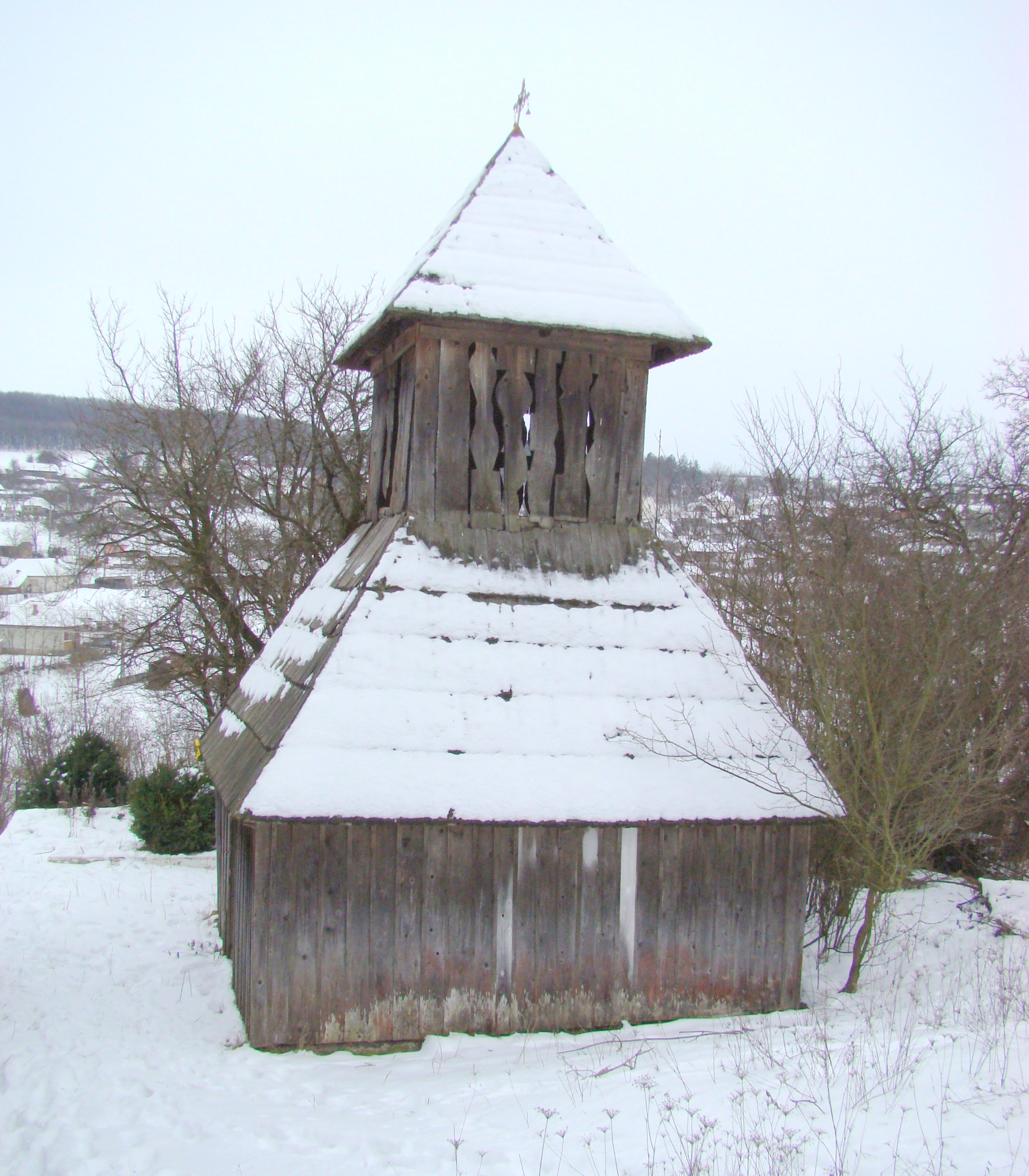
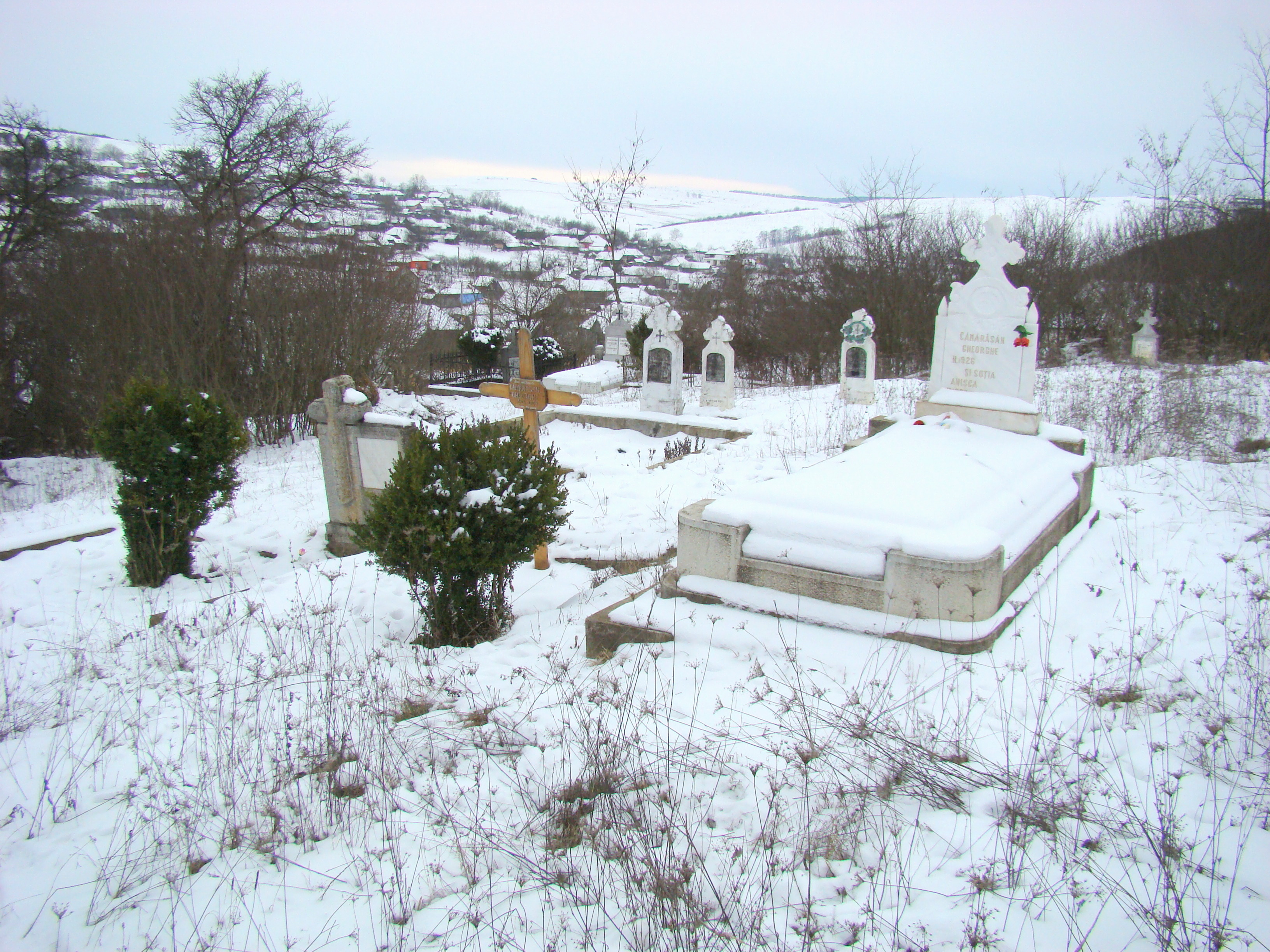
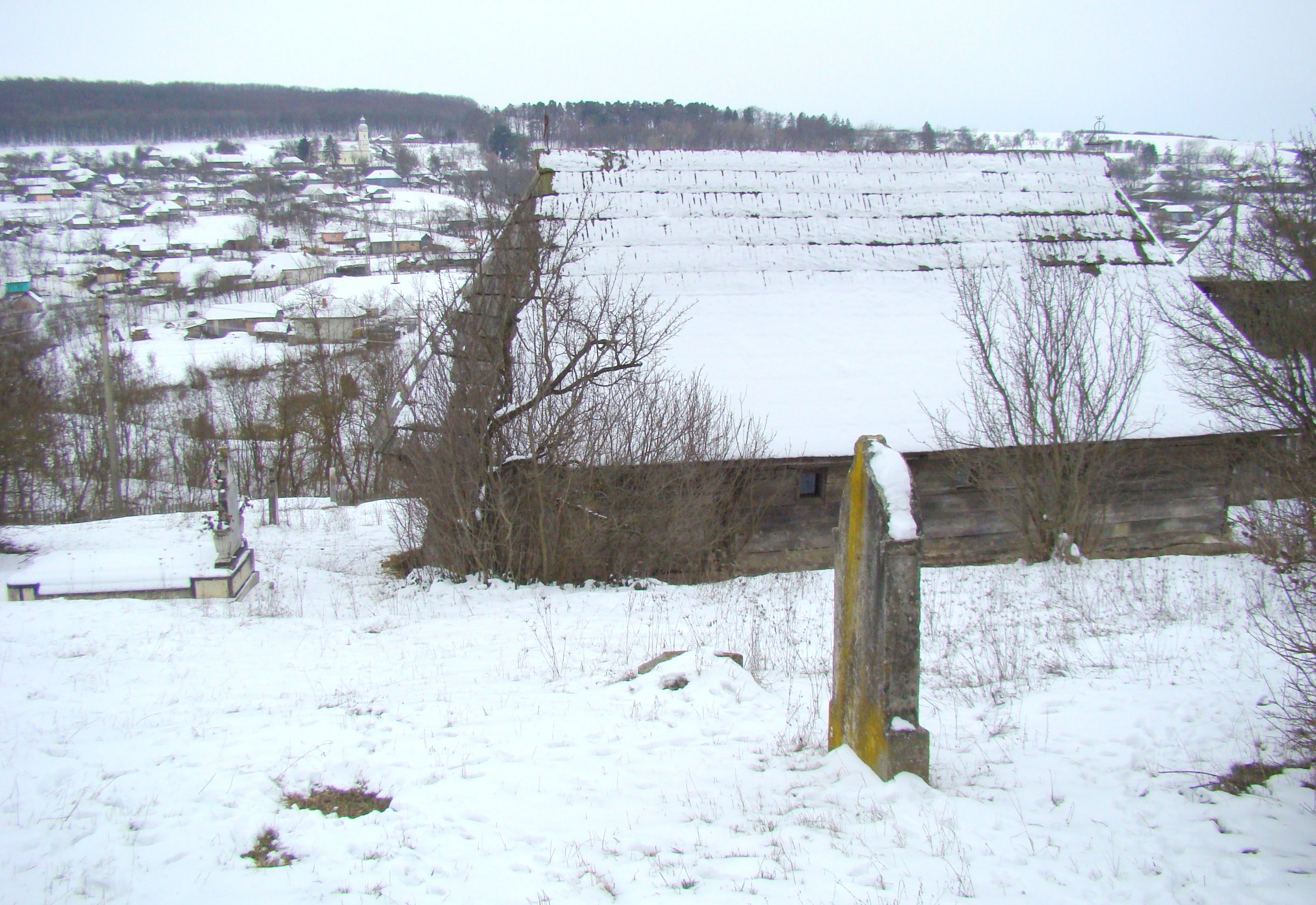
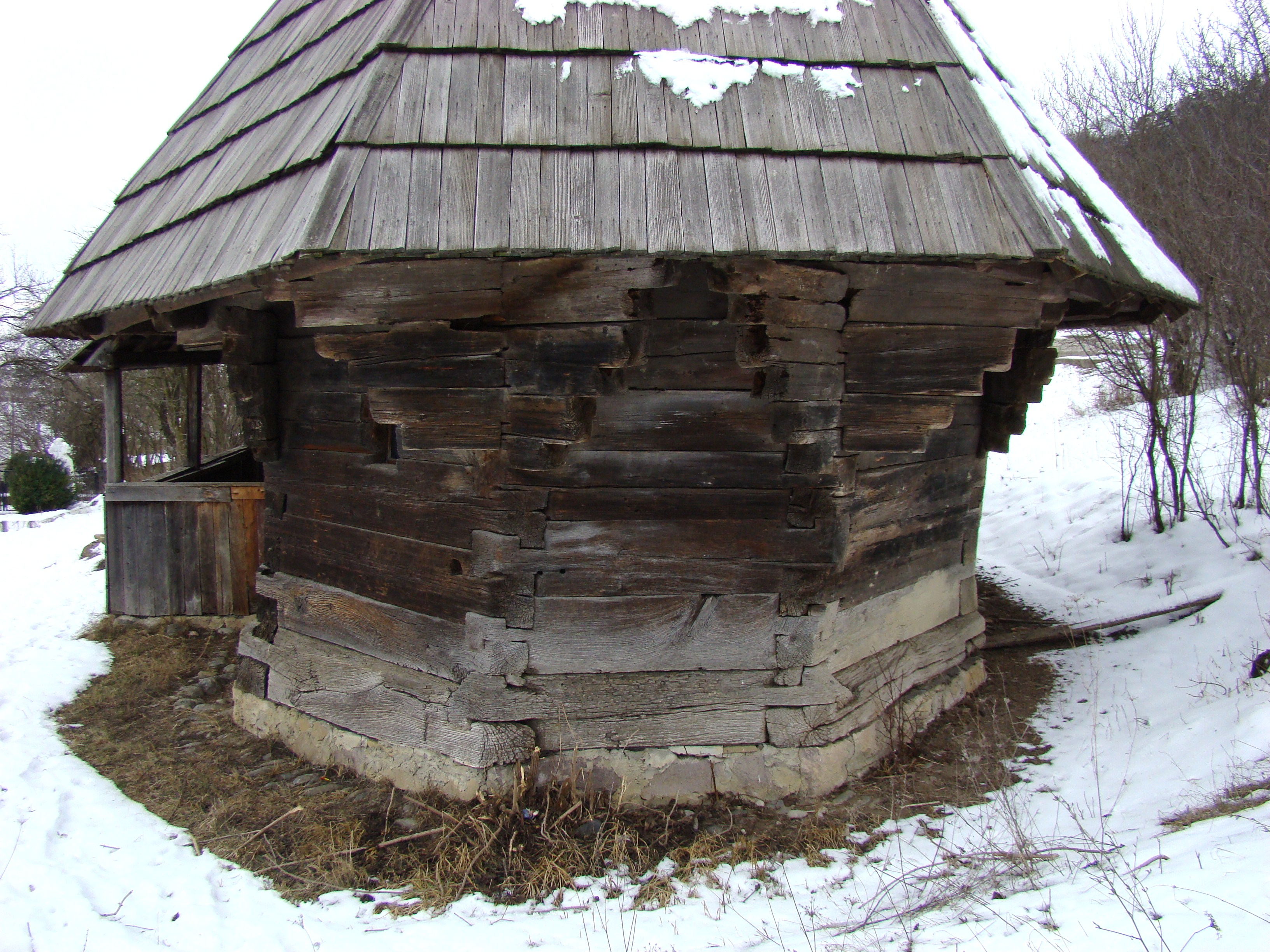
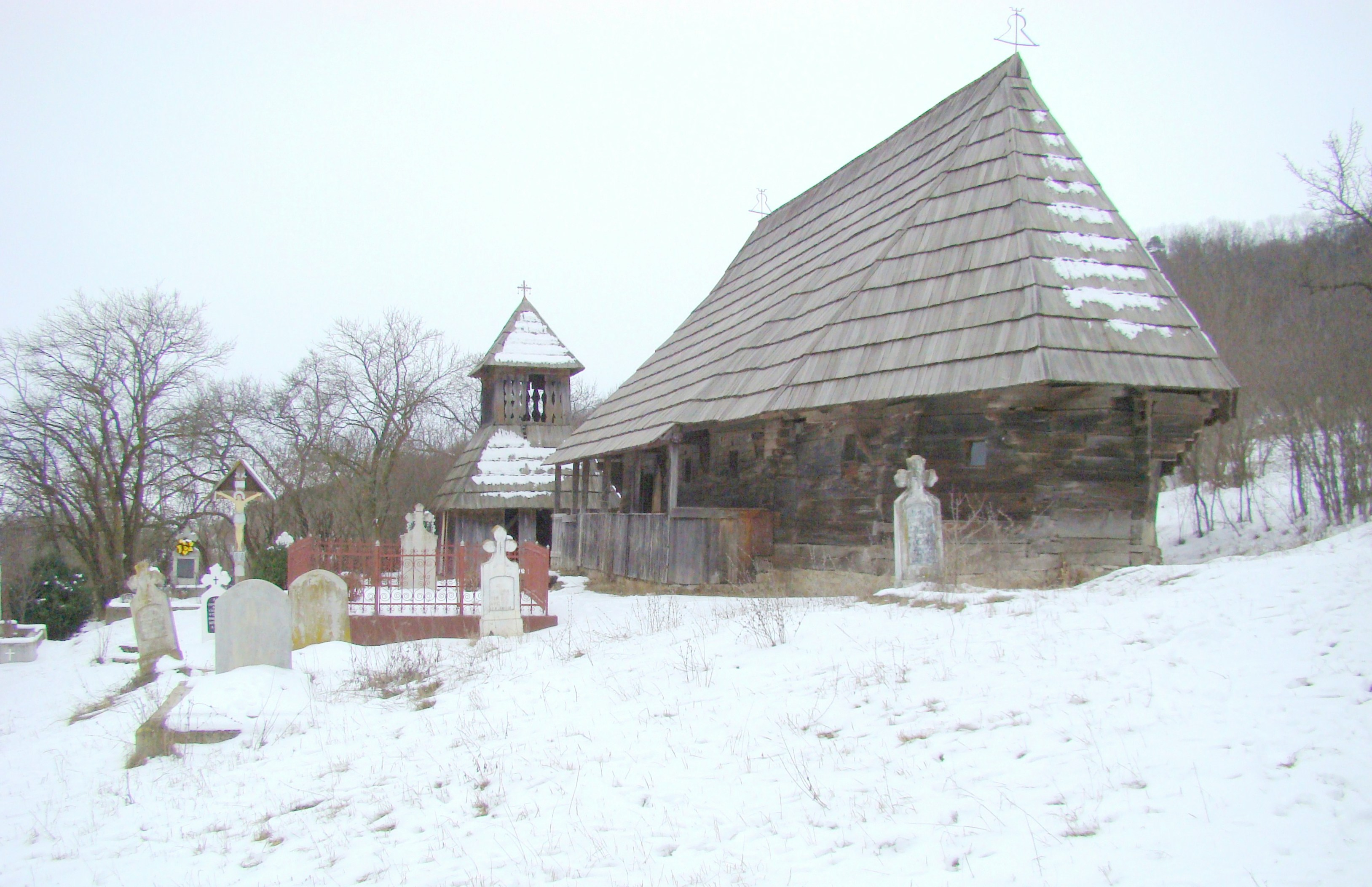
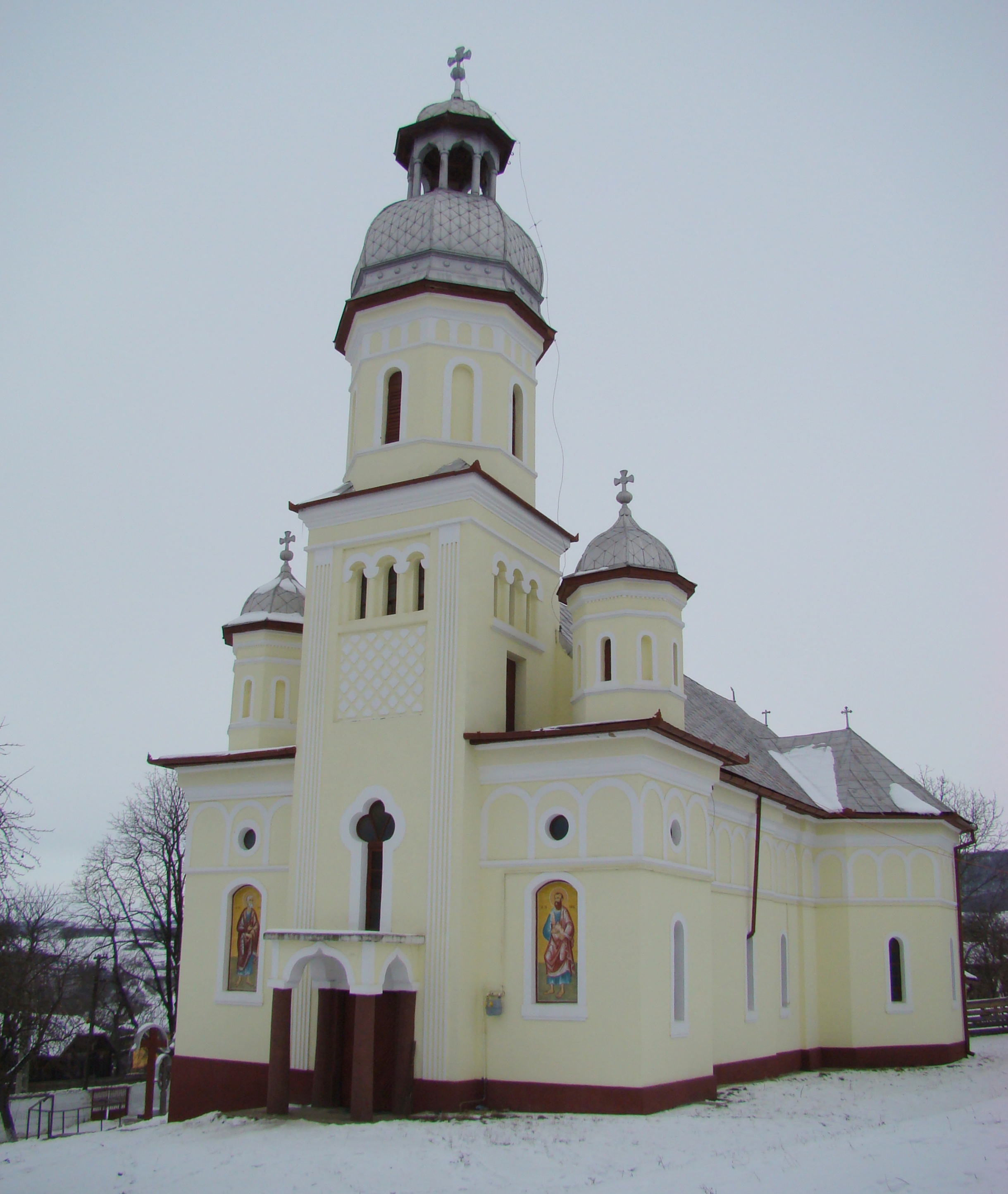
Biserica nouă de zid